# Paraná (stato)
Lo Stato del Paraná o in italiano Paranà, è uno stato dei 27 stati del Brasile, situato nella parte meridionale del Paese. Lo stato, che ha il 5,4% della popolazione brasiliana, genera il 6,2% del PIL brasiliano.
La capitale, Curitiba, al 2005 aveva 1 757 904 abitanti, ed è considerata in Brasile città "modello". Lo stato del Paranà annovera altre importanti cittàː Londrina, Maringá, Ponta Grossa, Paranavaí, Foz do Iguaçu, Cascavel, Guarapuava, Paranaguá. È il quinto Stato più ricco del Brasile, dopo il San Paolo, Rio de Janeiro, Minas Gerais e Rio Grande do Sul.
È formato da uno stretto piano sul litorale, la Serra do Mar, catena montuosa del mare, gli altopiani e le catene montuose del est-sud-est. Dopo la depressione periferica, nel centro-est dello Stato, si innalzano gli altopiani del Bacino del Paraná. I fiumi del bacino idrografico del fiume omonimo raccolgono quasi tutta l'acqua dello Stato. I principali fiumi sono, oltre al proprio Paraná, il Paranapanema, l'Iguazù, l'Ivaí e il Piquiri.
Il Paranà confina a nord con lo Stato di San Paolo e lo Stato del Mato Grosso do Sul, mentre a sud con lo Stato di Santa Catarina. Ad est termina sull'Oceano Atlantico con il porto più importante della regione sud del Brasile, Paranaguá. All'estremo ovest confina con il Paraguay, diviso dal fiume Paraná e l'Argentina, diviso dal fiume Iguazù, famoso per le sue cascate. La popolazione è, per la maggior parte, di origine italiana, tedesca e slava, polacca soprattutto, con alcune minoranze portoghesi.

## Etimologia
Il nome dello stato è derivato dal guarani pa'ra = "mare" + nã = "simile, uguale". Paraná è, quindi, "simile al mare, fiume grande, uguale al mare", naturalmente per la sua lunghezza. Il toponimo diventò per definizione la regione, Provincia autonoma nel 1853 e Stato nel 1889.

## Storia

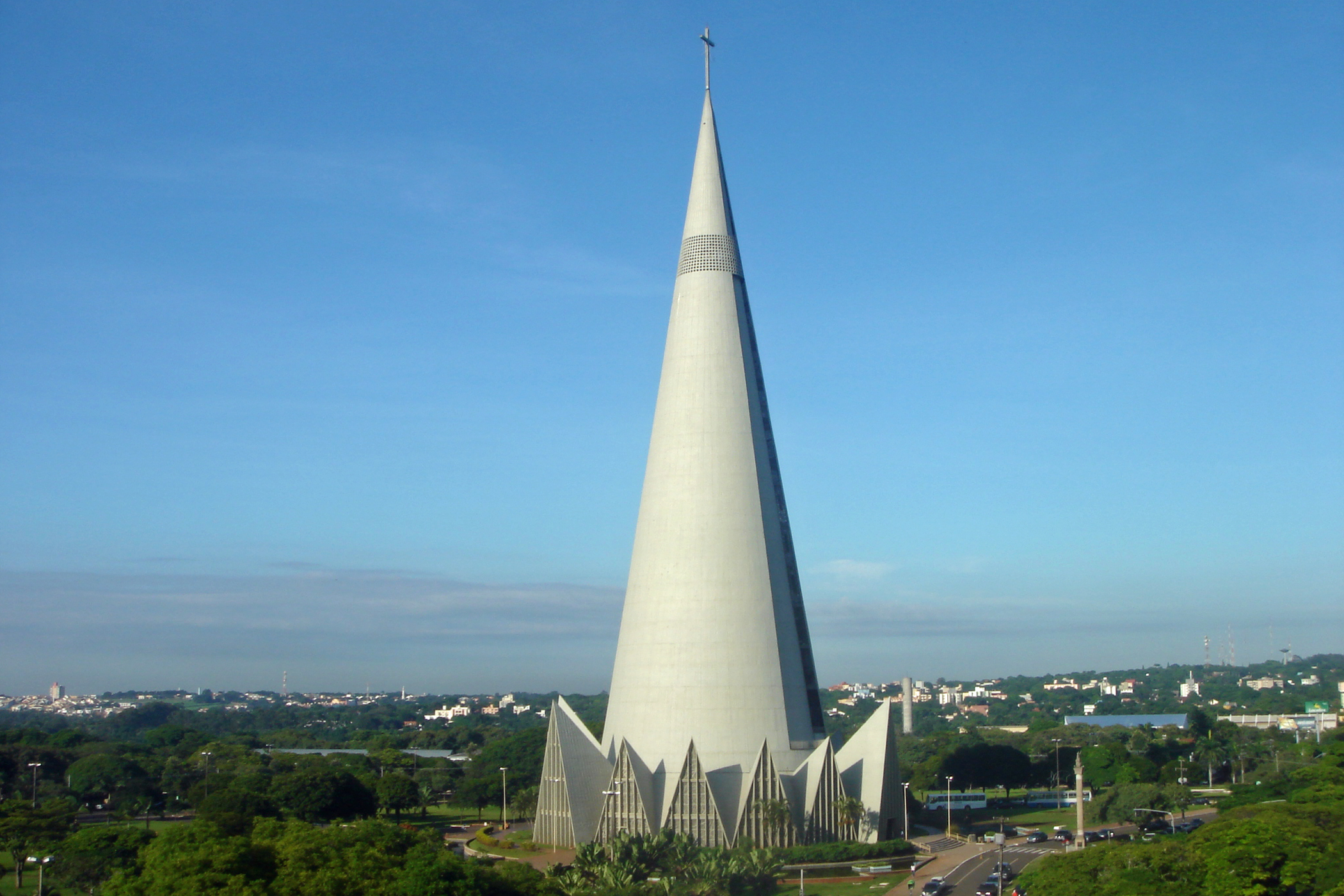
Basilica Cattedrale Minore Nostra Signora della Gloria, il secondo monumento più alto del Sud America.

Durante il XVI secolo, fu colonizzato dai Gesuiti, principali attori nella fondazione di diverse città nell'ovest dello Stato con la capitale a Ontiveros, a quel tempo, terza città più popolosa del sudamerica dopo Asunción e Buenos Aires. La regione si chiamava Republica Real del Guairà, mentre il commercio era fondato sull'agricoltura, principalmente nella coltivazione dell'erba mate. All'inizio la zona non destava grande interesse nei portoghesi immigrati in Brasile, ma nel XVII secolo, esploratori coloniali, detti, Bandeirantes, scoprirono l'oro, per cui, per estrarlo, tentarono di schiavizzare e catechizzare indigeni locali. In questo periodo i Bandeirantes distrussero diverse città gesuitiche, costringendo di fatto alla fuga gli indigeni, sia verso la provincia di Missiones in Argentina, che verso lo Stato del Rio Grande do Sul in Brasile. La regione fu annessa, solo nel 1822, al territorio portoghese, che a quel tempo, integrava la capitaneria di San Paolo.
La scoperta dell'oro nel XVII secolo, precedente a quella delle Miniere Generali (Minas Gerais), causò un aumento demografico tanto nel litorale quanto nelle zone interne. Negli anni successivi, con la scoperta delle miniere del Minas Gerais, l'oro di Paranaguá perse importanza. Le famiglie ricche, che possedevano grandi estensioni di terra, si convertirono dedicandosi all'allevamento di bovini, attività utile successivamente ad alimentare le popolazioni del Minas Gerais. Appena nel XIX secolo le terre del centro e del sud del Paraná furono definitivamente occupate dai fazendeiros.
Verso la fine del XIX secolo, l'erba-mate dominò l'economia creando nuova fonte di ricchezza per le élite che si dividevano il potere. Con la comparsa delle ferrovie si collegò la regione delle Araucarie ai porti e a San Paolo, per cui, la fine del XIX secolo, fu testimone di un nuovo periodo di crescita.
A partire dal 1850, il governo imperiale avviò un ampio programma di colonizzazione, specialmente di tedeschi, italiani, polacchi e ucraini, che contribuirono decisivamente all'espansione, sia dell'economia dello Stato, che al rinnovamento della struttura sociale. Il Paranà, parte della provincia di San Paolo, si separò nel 1853. In quel periodo, il rapido sviluppo della coltura del caffè attrasse migliaia di immigranti dalle provincie del Sud, del Sud-est e del Nord-est del paese.

### I primi tempi
Fin dalla metà del XVII secolo, il litorale sud della capitaneria di San Vicente, oggi appartenente allo Stato del Paraná, venne sporadicamente visitato dagli europei. Nel periodo di dominio spagnolo, nell'area del fiume della Prata, il percorso della costa meridionale divenne più frequentato. Questa esplorazione intermittente era anche motivata, sia dalla ricerca di indios, che di risorse minerali. Dal litorale, gli abitanti di San Paolo si addentrarono ad ovest, in cerca di indigeni, e ad est, dove oggi ci sono Paranaguá e Curitiba, dedicandosi all'estrazione mineraria.
Le leggende sull'esistenza di grandi vene d'oro e d'argento attrassero nella regione di Paranaguá numerosi avventurieri. Salvador Correia di Sa, che, nel 1613, assunse per tre mesi la super intendenza delle miniere del sud del Brasile, lavorando con cinque specialisti giunti dal Portogallo, ma non trovò nemmeno un'oncia d'oro. Sotto il governo del marchese di Barbacena, fu inviato lo spagnolo Rodrigo Castelo Blanco, grande conoscitore di riserve minerarie del Perù, che nel 1680 scrisse al re del Portogallo per smentire la leggendaria presenza delle miniere d'argento.
Alla fine del XVII secolo, abbandonati i sogni di grandi ricchezze minerarie, proseguirono le ricerche dell'oro delle alluvioni, detto "di lavaggio", con il quale gli abitanti della regione utilizzavano per l'acquisto di prodotti esteri. Gli indios che sfuggivano allo sterminio venivano imprigionati nei campi di concentramento. Gli schiavi africani iniziarono ad essere utilizzati a partire dal XVIII secolo, e, già nel 1798 il censimento rivelava che il loro numero, in termini relativi, superava quello degli indios.
La città di Paranaguá, creata secondo una Regia Carta del 1648, formò con il suo "sertão", una sola comunità. Prevalse a Paranaguá la coltivazione delle terre, e, nei campi, l'allevamento del bestiame. Poco a poco, Curitiba, città fondata nel 1693, si trasformò nel principale centro della comunità dello Stato, fattore decisivo per la creazione della grande strada per il bestiame fra il fiume Grande del Sud e Sorocaba. Castro, fondata nel 1778, fu la prima vera città del Paraná.

### Ciclo delle truppe

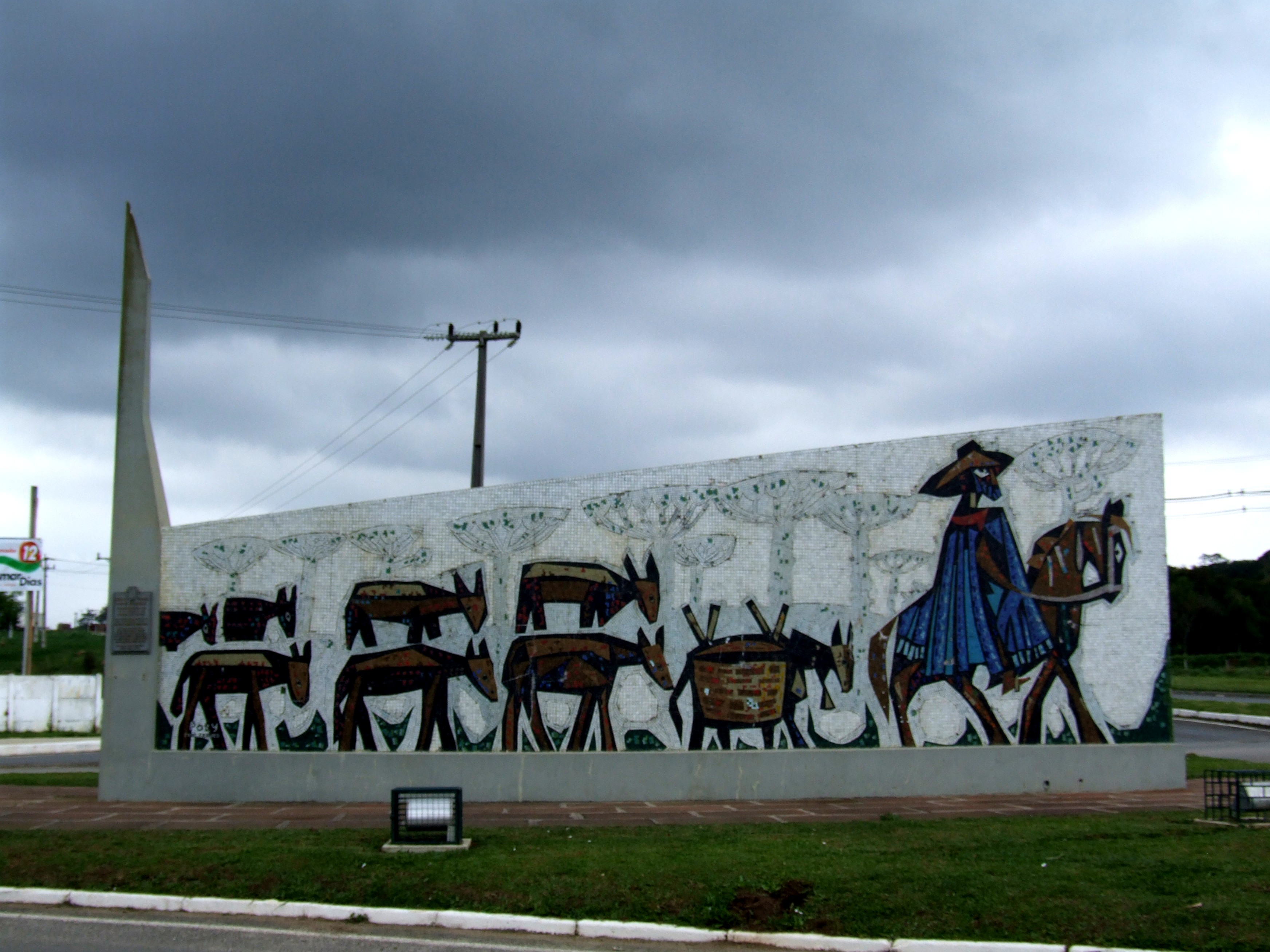
Monumento al Tropeiro nella città di Lapa (PR).

Grazie alla scoperta delle miniere d'oro nel Minas Gerais il commercio e il costo di equini e bovini crebbe enormemente. Si ricorse allora ai muli della regione del sud, la regione del Missiones, passando per la strada Viamão-Sorocaba, aperta nel 1731. Secondo Brasil Pinheiro Machado, la costruzione di questa strada fu un "evento rilevante nella storia del Paraná". Separò Curitiba dal ciclo litoraneo, distanziandola socialmente dal comune di Paranaguá e incorporandola al sistema storico delle guerre di frontiera, con l'opportunità di una nuova viabilità per il sud, il nord e l'ovest. In questo modo Curitiba assunse significativamente il carattere di tutta la regione, poi di futura provincia.
Si inaugurava così il ciclo delle truppe nella storia del Paraná, che si estese fino agli anni 1870, quando iniziò l'era del trasporto ferroviario. Numerosi abitanti si dedicarono al lucroso commercio dei muli nel sud del Brasile, dove passavano l'inverno nei loro campi per poi essere rivenduti nelle fiere di Sorocaba. L'incremento delle fattorie di allevamento condusse all'incremento della popolazione. Grazie alle truppe che si stabilirono vicino ad alcuni fiumi, sorsero città come Lapa e Castro.

### Provincia del Paraná

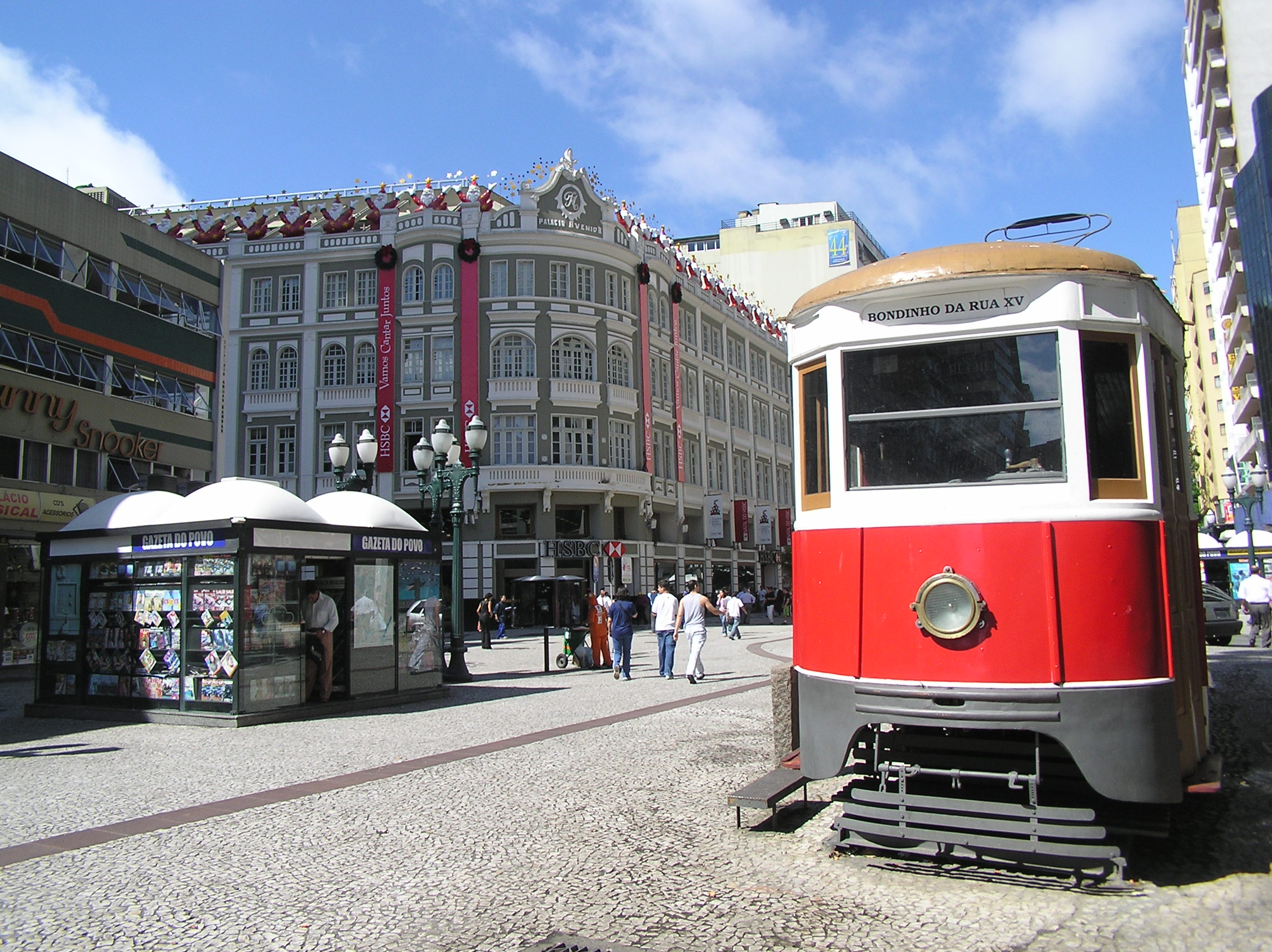
La via XV di Novembre, in Curitiba

### Colonizzazione

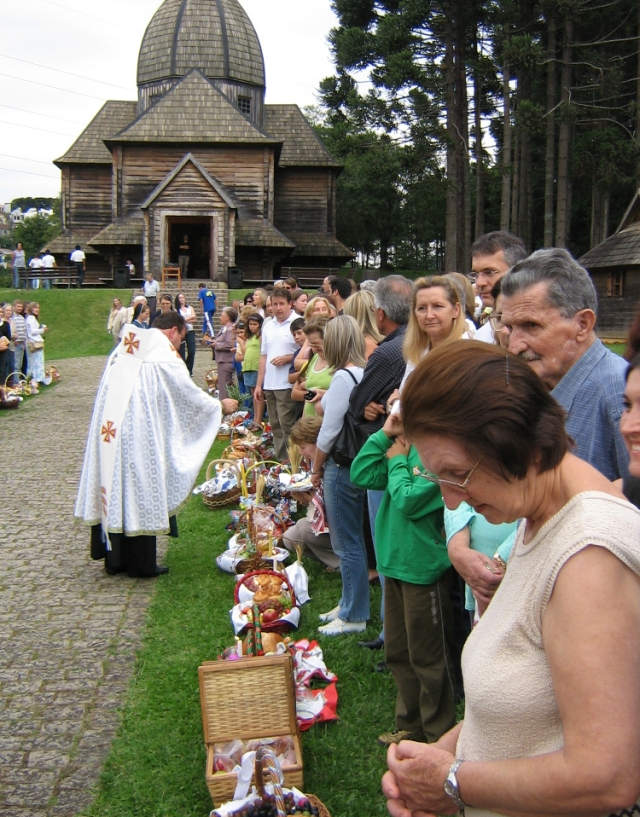
Discendenti di ucraini nella cerimonia di benedizione degli alimenti nella novena di Pasqua del 2006, in Curitiba.

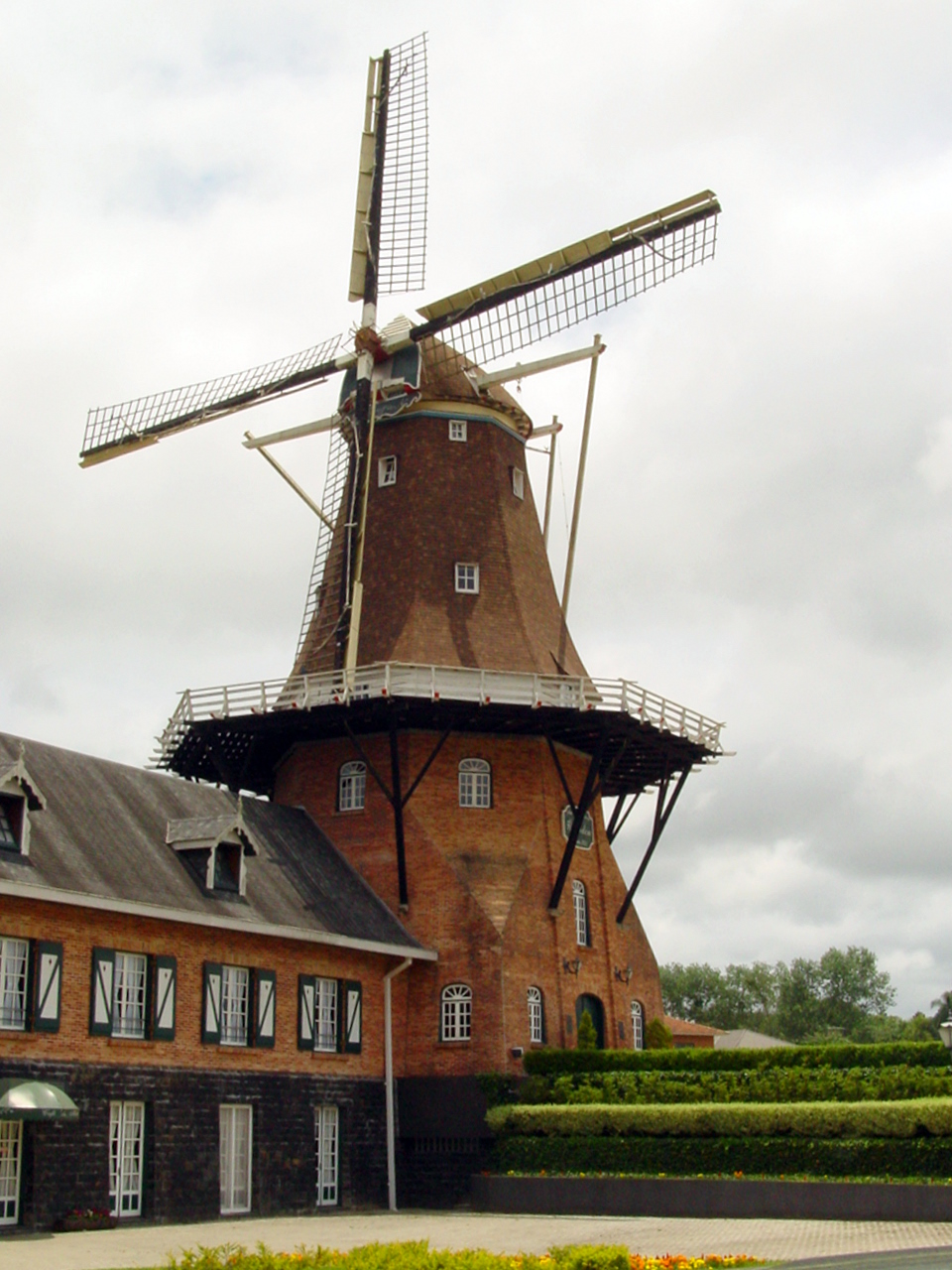
De Immigrant (L'Immigrante), mulino in stile olandese nella colonia olandese di Castrolanda, in Castro.

## Geografia fisica
| Descrizione tecnica | Descrizione tecnica |
| ------------------- | --- |
| Territorio          | basso nel litorale, altopiani ad est e ad ovest, depressione nel centro. |
| Punto più alto      | Pico Paraná, nella catena montuosa del mare (Serra do Mar) (1877 m). |
| Fiumi principali    | Paraná, Iguaçu, Ivaí, Tibagi, Paranapanema, Itararé, Piquiri. |
| Vegetazione         | mangrovie nel litorale, foresta atlantica, foresta tropicale ad ovest e foresta di araucarie nel centro. |
| Città più popolose  | Curitiba (1 788 559), Londrina (495 696), Maringá (324 397), Foz do Iguaçu (309 113), Ponta Grossa (304 973), Cascavel (284 083), São José dos Pinhais (261 125), Colombo (183 329), Guarapuava (169 007), Paranaguá (147 934). |

Lo Stato del Paraná occupa un'area di 199880 km², estendendosi dal litorale all'interno del continente, situandosi a 51°00'00" di longitudine ad ovest del Meridiano di Greenwich e a 24°00'00" di latitudine a sud della Linea dell'Equatore e con fuso orario -3 ore in relazione all'ora GMT. Tre quarti del suo territorio sono situati al di sotto del Tropico del Capricorno. Nel Brasile, lo Stato fa parte della regione Sud, confina con gli Stati di San Paolo, Santa Catarina, Mato Grosso do Sul e due paesi: il Paraguay e l'Argentina. È bagnato a sud-est dall'oceano Atlantico.
Il suo territorio è uno dei più caratteristici: il 52% è sopra i 600 metri ed appena il 3% sotto i 300. I fiumi Paraná, Iguazu, Ivaí, Tibagi, Paranapanema, Itararé e Piquiri sono i più importanti. Il clima è temperato.

### Territorio

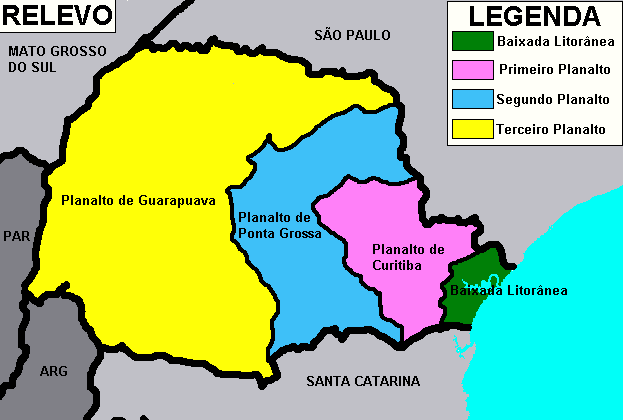
Mappa fisica del Paraná

Il quadro morfologico è dominato da superfici piane disposte ad alte altitudini, composte da altopiani formanti la catena montuosa del Mare e Generale. Cinque unità di territorio si susseguono da est ad ovest, nel seguente ordine: basso litorale, catena montuosa del mare, altopiano cristallino, altopiano paleozoico e altopiano basaltico.

#### Basso litorale
Il basso litorale (baixada litorânea) forma una fascia di terre basse larghe mediamente 20 chilometri. Comprende terreni bassi, pianure alluvionali, formazioni sabbiose e cime cristalline alte approssimativamente cinquanta metri. Nella sua parte settentrionale, il basso litorale si frammenta per dar luogo alla baia di Paranaguá, il cui aspetto attuale è il risultato della penetrazione del mare attraverso le antiche valli fluviali.

#### Catena montuosa del Mare

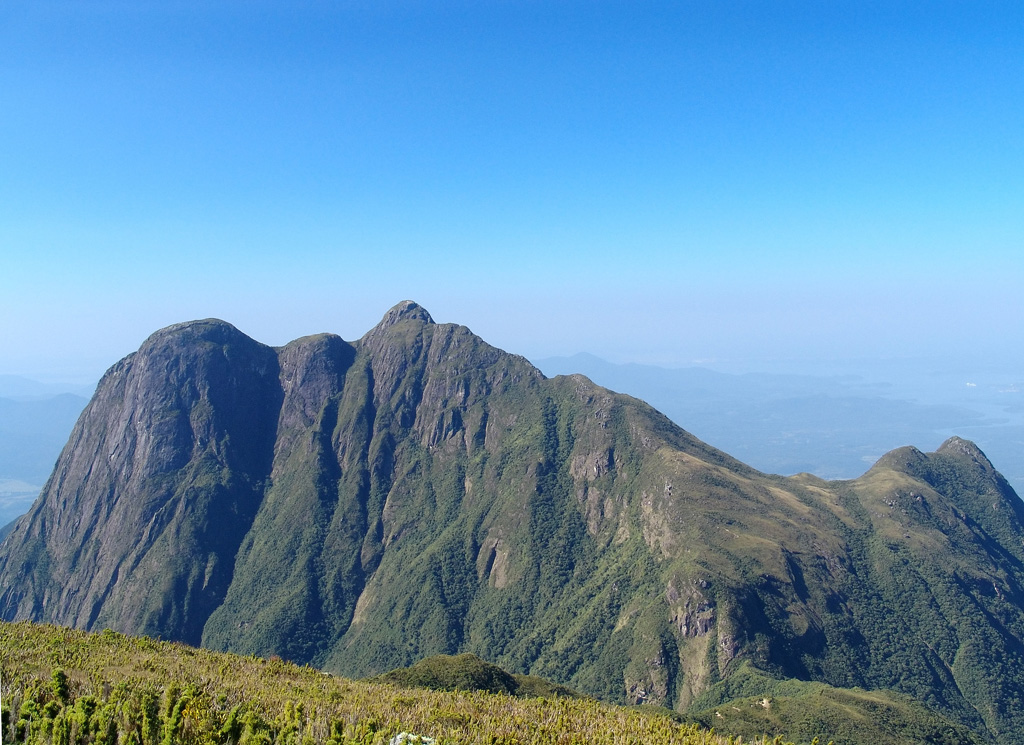
Gruppo del Pico Paraná, fotografato nel 2006.

La catena montuosa del mare, la Serra do Mar, costituisce il bordo orientale dell'altopiano cristallino e domina con le sue scarpate la pianura litorale. Formata da terreni precambriani, appartiene al complesso cristallino brasiliano, costituita essenzialmente di gneiss e graniti, in passato intensamente erosi. Nello Stato del Paraná, la catena montuosa si presenta frammentata in massicci isolati, fra i quali si insinua il livello dell'altopiano cristallino a 900 metri, fino a raggiungere il bordo orientale. In generale, i massicci superano queste quote di cento metri. Questo fa sì che la catena del mare è formata da scarpate orientate verso est, con un dislivello di mille metri ed anche con la presenza di una scarpata interna orientata ad ovest. Descrivendo un immenso arco, dallo Stato di San Paolo fino allo Stato di Santa Catarina, la catena riceve varie denominazioni locali, come Capivari Grande, Virgem Maria, Ibitiraquire, Graciosa, dove si trova la strada della Graziosa, Marumbi, dove si trova il Parco Statale Pico Marumbi, e Prata. Nella catena del mare, si trovano le più alte vette dello Stato. Il punto più alto dello è il pico Paraná, con 1 877 metri.

#### Altopiano cristallino
L'altopiano cristallino, situato nella zona di Curitiba, è anche chiamato primo altopiano del Paraná; presenta una fascia di terreni cristallini che si estende verso nord-sud, confinante ad ovest con la Catena del Mare, mentre ad est con la scarpata devoniana. È costituito da terreni cristallini precambriani, presentando, in alcune parti, rocce sedimentarie paleozoiche, come il calcare. Questa fascia di terreni cristallini, propriamente detti, possiedono una larghezza media di cento metri e si elevano a circa di 900 m. La topografia varia da accidentata, a nord, a leggermente ondulata, a sud. Un antico lago, oggi pieno di sedimenti, forma il bacino sedimentario di Curitiba. Nella parte della Regione Metropolitana di Curitiba, la base cristallina fu ricoperta, nel periodo quaternario, da terreni sedimentari.

#### Altopiano paleozoico

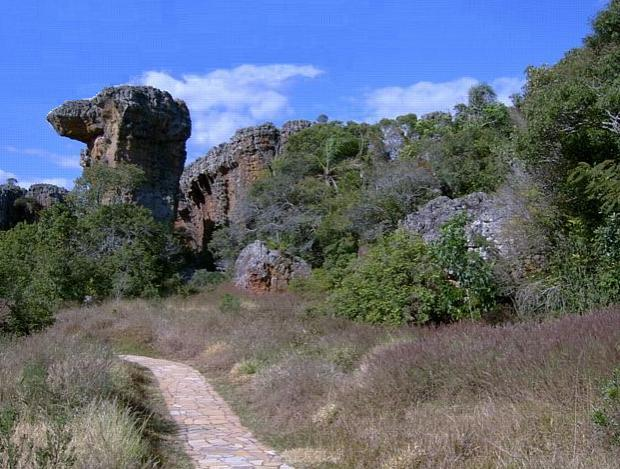
Arenaria di Vila Velha.

L'altopiano paleozoico, anche chiamato secondo altopiano del Paraná o altopiano dei Campi Generali (o di Ponta Grossa), si è sviluppato su terreni del paleozoico, essendo costituito principalmente da rocce sedimentarie e rocce metamorfiche, principalmente dagli arenari, (Vila Velha e Furnas), folhelho o pelite, (Ponta Grossa), dai bituminosi e dal carbone minerale. È limitato, ad est, da una scarpata a dente di sega, che declina dall'altopiano cristallino, e, ad ovest, dalla parete della Catena Generale, che sale per l'altopiano basaltico. L'altopiano paleozoico appare declinare leggermente verso ovest: nella sua estremità orientale raggiunge i 1200 m di altezza, mentre, alla base della Catena Generale, ad ovest, raggiunge appena i 500 m. Forma una fascia di terre di approssimativamente cento chilometri di larghezza che descrivono una gigantesca mezza luna, la cui concavità è rivolta ad est.

#### Altopiano basaltico

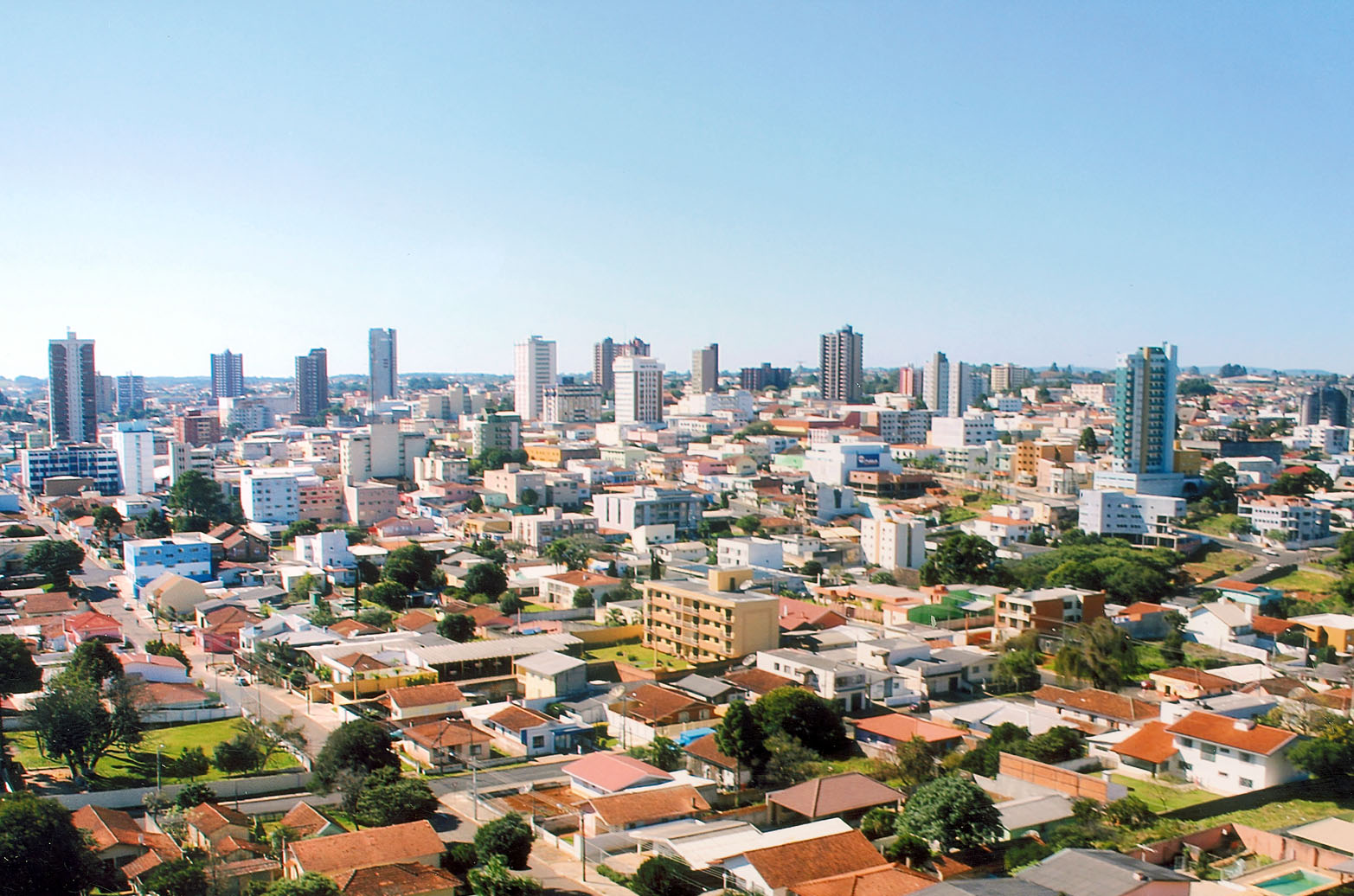
Guarapuava dà il nome all'altopiano basaltico.

L'altopiano basaltico, il terzo altopiano del Paraná, viene anche chiamato altopiano di Guarapuava, la più estesa delle unità di territorio dello Stato, ma è limitato, ad est, dalla Catena Generale, che, con un dislivello di 750 m, domina l'altopiano paleozoico. Ad ovest, il limite è definito dal fiume Paraná, che a valle del punto dove sono presenti i Salti delle Sette Cadute forma un'impressionante gola.
Analogamente all'altopiano paleozoico, l'altopiano basaltico si inclina leggermente verso occidente: scende di 1250 m, ad est, per 300 m ai margini del fiume Paraná (a monte delle Sette Cadute). Formato da una successione di strati basaltici, questo altopiano occupa tutta la metà occidentale dello Stato. I suoi suoli, sviluppati a partire dai prodotti di decomposizione del basalto, costituiscono la cosiddetta, "terra rossa", famosa per la sua fertilità. Queste unità di territorio sono parti integranti dell'altopiano meridionale, localizzato nel sud dell'altopiano Brasiliano.

### Clima

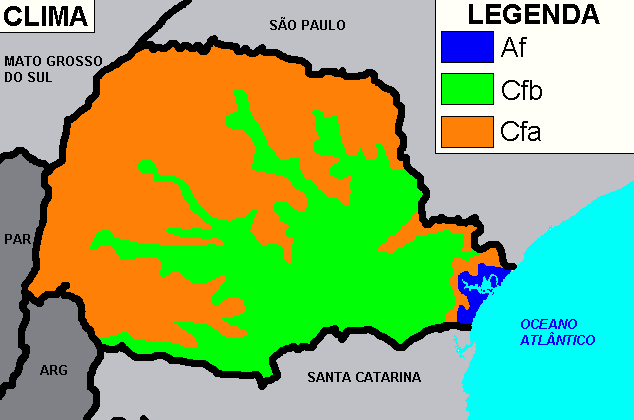
Mappa climatico del Paraná.

Il clima predominante nel Paraná è il subtropicale, con estati calde e inverni freschi (freddi per gli standard brasiliani). Tre tipi climatici caratterizzano lo Stato del Paraná: i clima Cfa, Cfb e Cwa da classificazione di Köppen.
il clima Cfa, subtropicale con piogge ben distribuite durante tutto l'anno e estati calde, si verifica in due parti distinte dello Stato, nell'altopiano litoraneo e nelle aree più basse dell'altopiano, questo è, nella sua parte occidentale. Registra temperature medie annuali di 19 °C e piovosità di 1500 mm annuali, un poco più sulla costa che all'interno.

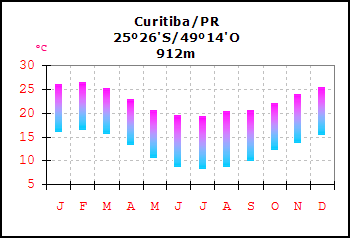
La capitale del Paraná è la più fredda del Brasile, la media minima in luglio è di, la media massima è di in febbraio. La media annuale è di.

I climi Cfb, subtropicale con piogge ben distribuite durante tutto l'anno e estati miti, si verifica nella parte più alta dello Stato e include l'altopiano cristallino (Curitiba), l'altopiano paleozoico (Ponta Grossa) e la parte orientale dell'altopiano basaltico (Guarapuava).
Il clima Cwa, subtropicale con estati calde e inverni secchi, si verifica nella parte a nord-ovest dello Stato. È chiamato Clima tropicale di altitudine perché, al contrario dei due climi descritti sopra, che registrano piogge ben distribuite l'arco dell'anno, questo presenta piovosità tipica dei regimi tropicali, con inverni secchi e estati piovose. La temperatura media annuale è di 20 °C e la piovosità raggiunge 1300 mm annuali. Quasi tutto lo Stato è soggetto annualmente a più di cinque giorni di gelate, ma nella parte meridionale e nelle parti più alte degli altopiani si registrano più di dieci giorni. La neve appare sporadicamente nell'area di Curitiba.
Le temperature medie annuali oscillano a circa 17 °C e sono inferiori ai 20 °C come si può vedere in questa mappa. Le precipitazioni annuali oscillano tra i 1500 mm e i 2500 mm.

#### Estate
L'estate normalmente è calda e piovosa in tutto lo Stato. Le aree basse ad ovest e la parte litoranea hanno estati estremamente calde, registrando facilmente temperature lievemente sopra i 40 °C. I termometri arrivano a valori superiori ai 40 °C nella valle del fiume Paraná, sopra i 35 °C nell'ovest/nord-ovest e sopra i 30 °C a sud-ovest. Anche in Curitiba si possono registrare temperature di circa 35 °C.

#### Inverno
Nell'inverno, la presenza dell'oceano Atlantico, evita il freddo intenso ad est. Per questo le temperature negative sono molto più comuni sul lato occidentale dello Stato, fino ad arrivare alle città di bassa altitudine come Foz do Iguaçu. Le gelate sono frequenti, principalmente nelle aree elevate della zona di Guarapuava e Palmas. Piccole nevicate avvengono una o due volte l'anno. In casi estremi (come in luglio del 1975) può nevicare praticamente in tutta la zona meridionale dello Stato. Tuttavia l'inverno non è sempre freddo e certe volte tende ad avere periodi di clima mite, intercalati da qualche giorno di freddo intenso, principalmente dopo i fronti freddi provenienti dall'Antartico. Le minori temperature dello Stato normalmente si hanno nell'interno del comune di Palmas, che oltre ad essere il punto più a sud dello Stato (26°S), è anche una delle zone più elevate (tra 1200 m e 1400 m). In questa regione le temperature hanno raggiunto livelli inferiori ai −12 °C, visto che la stazione meteorologica INMET nella città (che si trova a 1100 m di altitudine) registrò −11,5 °C nel luglio del 1975 nella città di Palmas che è il record negativo di temperatura dello Stato.

### Idrografia

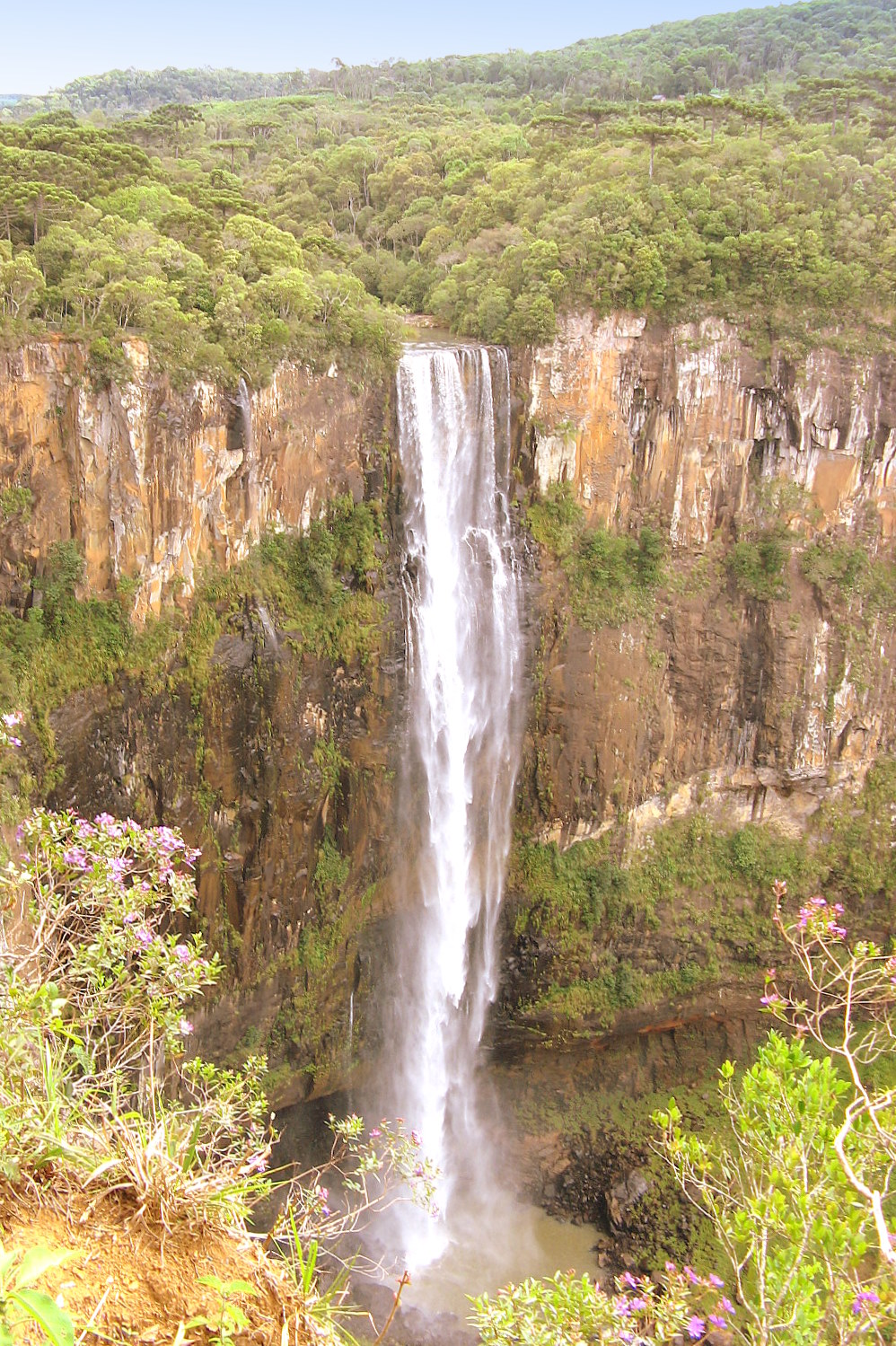
Salto São Francisco (Guarapuava), la più grande cascata del sud del Brasile.

### Vegetazione
Foreste
Campi

## Società

### Evoluzione demografica
| Descrizione tecnica             | Descrizione tecnica       |
| ------------------------------- | ------------------------- |
| Area                            | 199314,850 km²            |
| Popolazione                     | 10 284 503 ab. (2007)     |
| Densità                         | 51 ab./km² (2007)         |
| Crescita demografica            | 1,4% all'anno (1991-2000) |
| Popolazione urbana              | 81,4% (2000)              |
| Domiciliati                     | 2 664 276 (2000)          |
| Carenze abitazionali            | 260 648 (est. 2000)       |
| Collegamenti all'acqua potabile | 83,6%                     |
| Collegamenti alla rede fognaria | 53% (2000)                |
| IDH                             | 0,820 (2005)              |

| Anno | Abitanti   |
| ---- | ---------- |
| 1872 | 129 722    |
| 1890 | 249 491    |
| 1900 | 327 136    |
| 1920 | 685 711    |
| 1940 | 1 236 276  |
| 1950 | 2 115 547  |
| 1960 | 4 268 239  |
| 1970 | 6 929 868  |
| 1980 | 7 629 392  |
| 1991 | 8 415 659  |
| 2000 | 9 564 643  |
| 2005 | 10 261 856 |
| 2006 | 10 384 731 |

### Principali città
In ordine i dieci comuni più popolosi del Paraná IBGE del 2006, sono:
1. Curitiba - 1788559 ab.
2. Londrina - 495696 ab.
3. Maringá - 324397 ab.
4. Foz do Iguaçu - 309113 ab.
5. Ponta Grossa - 304973 ab.
6. Cascavel - 284083 ab.
7. São José dos Pinhais - 261125 ab.
8. Colombo - 231787 ab.
9. Guarapuava - 169007 ab.
10. Paranaguá - 147934 ab.

### Principali centri urbani
- Curitiba, capitale e maggiore città dello Stato, forma con i comuni di Lapa, Quitandinha, Mandirituba, Agudos do Sul, Tijucas do Sul, São José dos Pinhais, Fazenda Rio Grande, Araucária, Contenda, Balsa Nova, Campo Largo, Campo Magro, Itaperuçu, Piraquara, Pinhais, Quatro Barras, Campina Grande do Sul, Colombo, Almirante Tamandaré, Rio Branco do Sul, Bocaiúva do Sul, Tunas do Paraná, Cerro Azul, Adrianópolis, Doutor Ulysses la Regione Metropolitana di Curitiba. Oltre ad essere il centro commerciale e culturale dello Stato, Curitiba possiede un importante e diversificato centro industriale incluso il secondo maggior polo automobilistico del paese[9] e il principale aeroporto internazionale della regione Sud[10][11], l'Aeroporto Internazionale Afonso Pena. La Regione Metropolitana di Curitiba totalizza 3 595 662 abitanti nel 2006.

### Etnie
| Etnia    | Percentuali |
| -------- | ----------- |
| Bianchi  | 77,24%      |
| Neri     | 2,84%       |
| Pardi    | 18,25%      |
| Gialli   | 0,92%       |
| Indigeni | 0,33%       |

Fonte: PNAD (dati ottenuti per mezzo di una ricerca di auto dichiarazione).

## Politica
| Descrizione tecnica | Descrizione tecnica                                            |
| ------------------- | -------------------------------------------------------------- |
| Governatore         | Carlos Alberto Richa (PSDB)                                    |
| Vice-governatore    | Cida Borghetti                                                 |
| Elettori            | 6 663 384 (5,8% dell'elettorato brasiliano) (maggio 2002)      |
| Sede del governo    |                                                                |
| Nome                | Palazzo Iguazu                                                 |
| Indirizzo           | Piazza Nossa Senhora da Salete, s/nº, Centro Civico, Curitiba. |
| Sito                | http://www.pr.gov.br                                           |

Lo Stato del Paraná è governato da tre poteri, l'esecutivo, rappresentato dal governatore, il legislativo, rappresentato dall'Assemblea Legislativa del Paraná, e il giudiziario, rappresentato dal Tribunale di Giustizia dello Stato del Paraná e altri tribunali e giudici. È anche permessa la partecipazione popolare nelle decisioni del governo attraverso i referendum e i plebisciti.

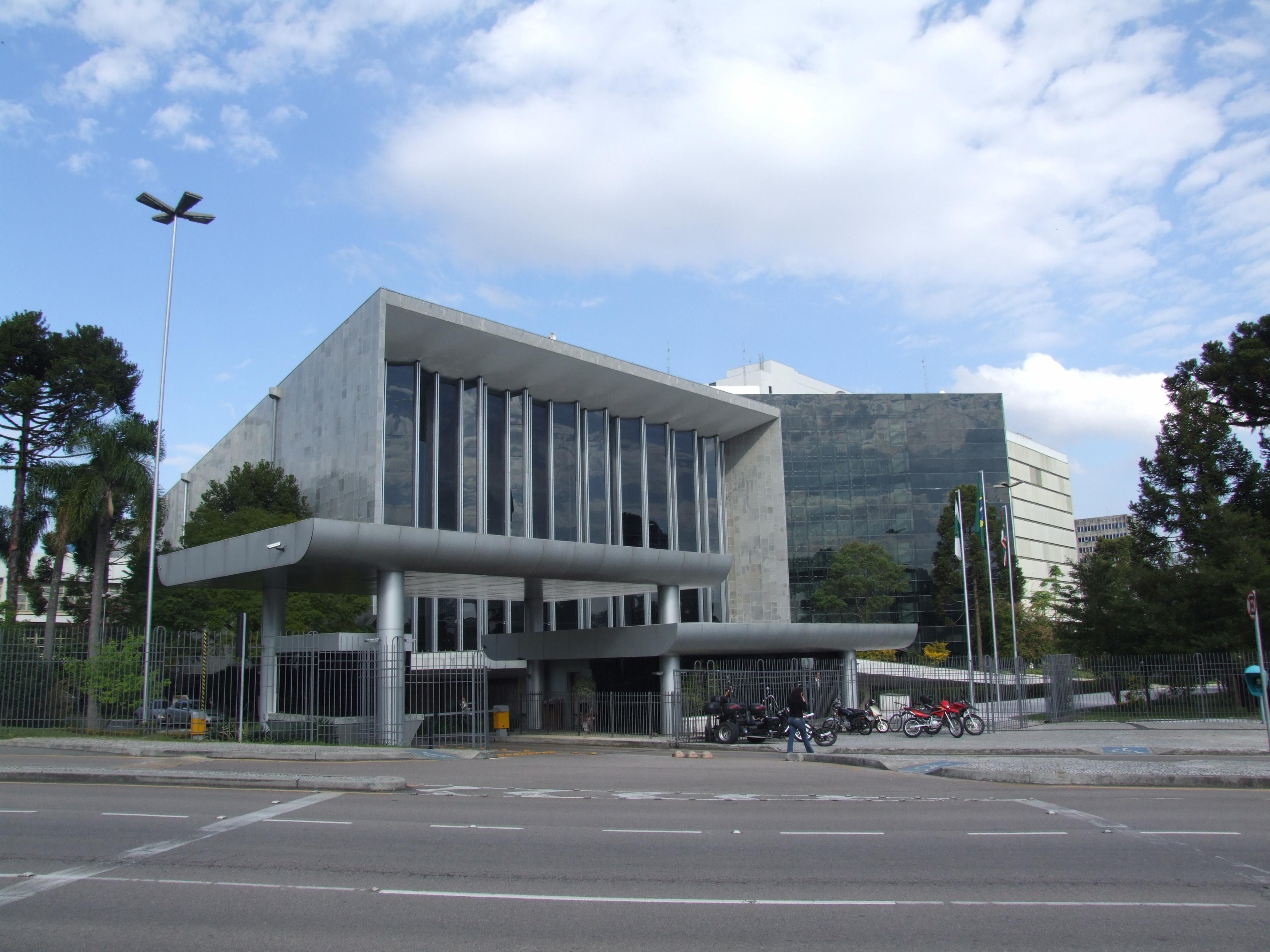
Palazzo dell'Assemblea Legislativa del Paraná.

Il Paraná possiede le seguenti segreterie di stato:
- Amministrazione e Previdenza Sociale;
- Agricoltura e Provvigioni;
- Scienza, Tecnologia e Università;
- Comunicazione Sociale;
- Cultura;
- Sviluppo Urbano;
- Educazione;
- Finanza;
- Industria, Commercio e Argomenti del Mercosul;
- Giustizia e Diritti del Cittadino;
- Ambiente e Beni Idrici;
- Opere Pubbliche;
- Pianificazione e Coordinazione Generale;
- Salute;
- Sicurezza Pubblica;
- Lavoro, Impiego e Promozione Sociale;
- Trasporti;
- Turismo.

## Cultura

### Feste
- Festa di Nossa Senhora da Luz, commemorata l'8 settembre di ogni anno, in Curitiba.
- Festa di Nossa Senhora do Rocio, commemorata il 15 novembre di ogni anno, in Paranaguá. La festa è accompagnata con una grande processione i fedeli cattolici.
- Congada da Lapa, di origine africana, è commemorato nel giorno di San Benedetto, in dicembre[12]. È la danza dei negri congos, dove discendenti di schiavi parlano, recitano, cantano e danzano.
- München Fest di Ponta Grossa, commemorata dal 1º a 10 di dicembre, in Ponta Grossa. La più grande Festa della birra alla spina scura del Brasile, la maggiore festa del Paraná.

### Festività
| Data        | Nome                           | Osservazioni                                                                            |
| ----------- | ------------------------------ | --------------------------------------------------------------------------------------- |
| 19 dicembre | Emancipação política do Paraná | Commemora la nascita della Provincia del Paraná, separata dalla Provincia di San Paolo. |

## Economia
| Descrizione tecnica              | Descrizione tecnica |
| -------------------------------- | --- |
| Partecipazione nel PIL nazionale | 5,90% (2005) |
| PIL reddito pro capite           | 4416 € (2005) |
| Composizione del PIL             | |
| Agricoltura                      | 14,1% (1999) |
| Industria                        | 39,7% (1999) |
| Servizi                          | 46,2% (1999) |
| Attività economiche              | |
| Agricoltura                      | canna da zucchero (28776960 t), granoturco (9498250 t), soia (9460182 t), manioca (3410127 t), grano (2476302 t), fagioli (619623 t), patata (580486 t), arancia (250000 t), orzo (120835 t), segale (1575 t) (prelim. maggio/2002). |
| Estrazione                       | legno (3587266 m³), legna (3165668 m³), noce di pino (308489 m³), legno di pino (262317 m³), erba-mate (109575 t), carbone vegetale (72378 t), pinolo (1321 t) (2000).                                                               |
| Allevamento                      | Uccelli d'allevamento (142 996 037), bovini (9 645 866), suini (4 224 838), ovini (548 998), equini (479 928), bufalo (65 064) (2000).                                                                                               |
| Risorse minerarie                | gas naturale (86 milioni di m³), petrolio (386237 m³) (2001), sabbia e ghiaia (14935000 m³), pietra frantumata (10321185 m³), calcare (8196865 t), carbone (84724 t), acqua minerale (191197582 l) (2000).                           |
| Esportazioni                     | (5,3 miliardi di $): soia e derivati (31%), autoveicoli e pezzi di ricambio (21%), altri alimenti (13%), legno (9%), carne congelata (8%).                                                                                           |
| Importazioni                     | (4,9 miliardi di $): autoveicoli e pezzi di ricambio (17%), petrolio (11%), altri macchinari e motori (7%), fertilizzanti (7%), componenti elettronici (6%), petrolchimici (5%), cereali (4%) (2001).                                |
| Energia elettrica                | |
| Generazione                      | 78808 GWh (2001) |
| Consumo                          | 17539 GWh (2001) |
| Telecomunicazioni                | |
| Telefonia fissa                  | 2,6 milioni di linee (st. 2002) |
| Cellulari                        | 2,1 milioni (st. 2002) |

### PIL
| Anni | PIL (in reai) | PIL procapite (in reai) |
| ---- | ------------- | ----------------------- |
| 2002 | 88 407 076    | 8 945                   |
| 2003 | 109 458 876   | 10 935                  |
| 2004 | 122 433 731   | 12 080                  |
| 2005 | 126 621 933   | 12 339                  |

#### Agricoltura

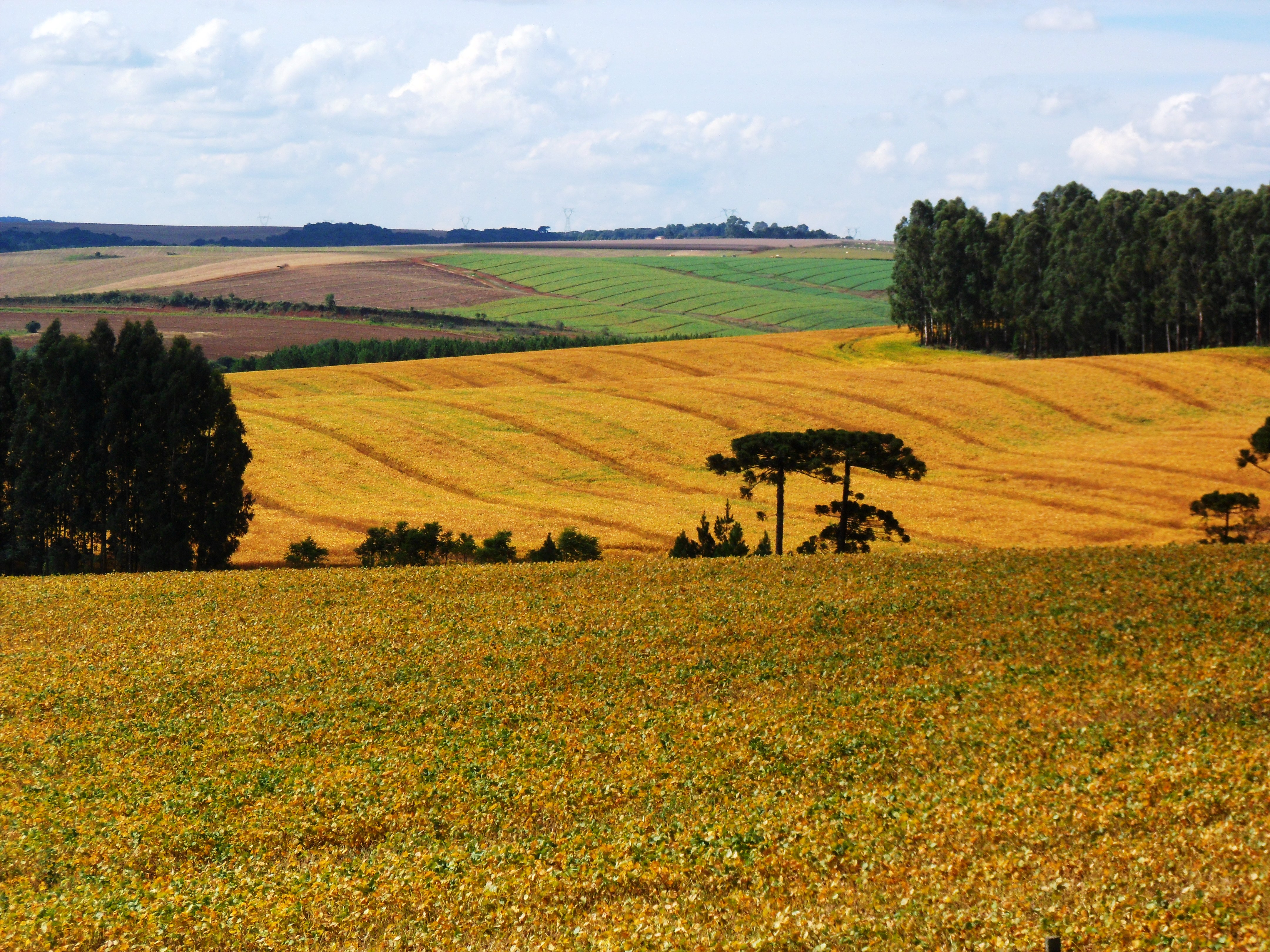
Piantagione di soia a Guarapuava

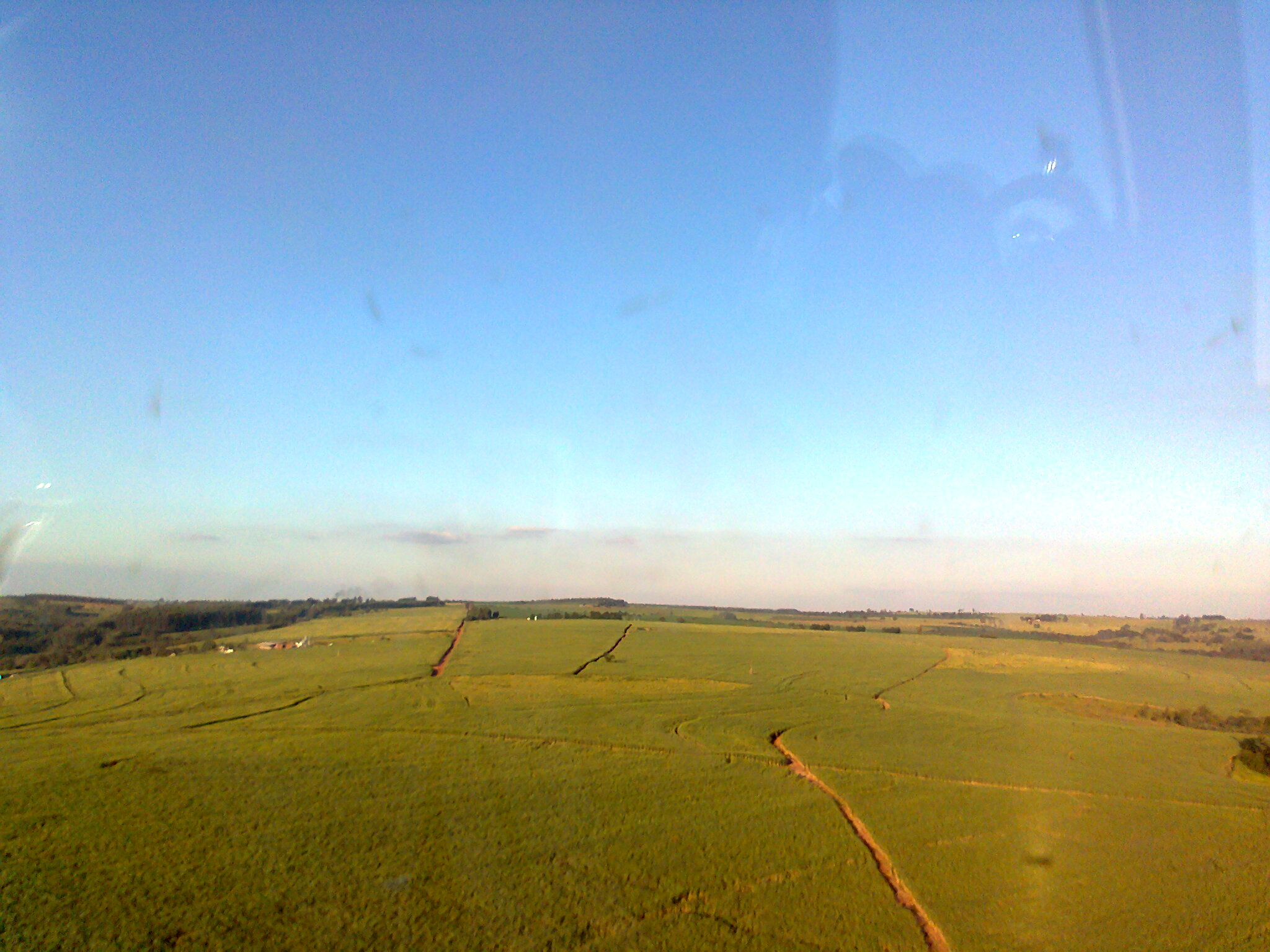
Canna da zucchero a Cianorte

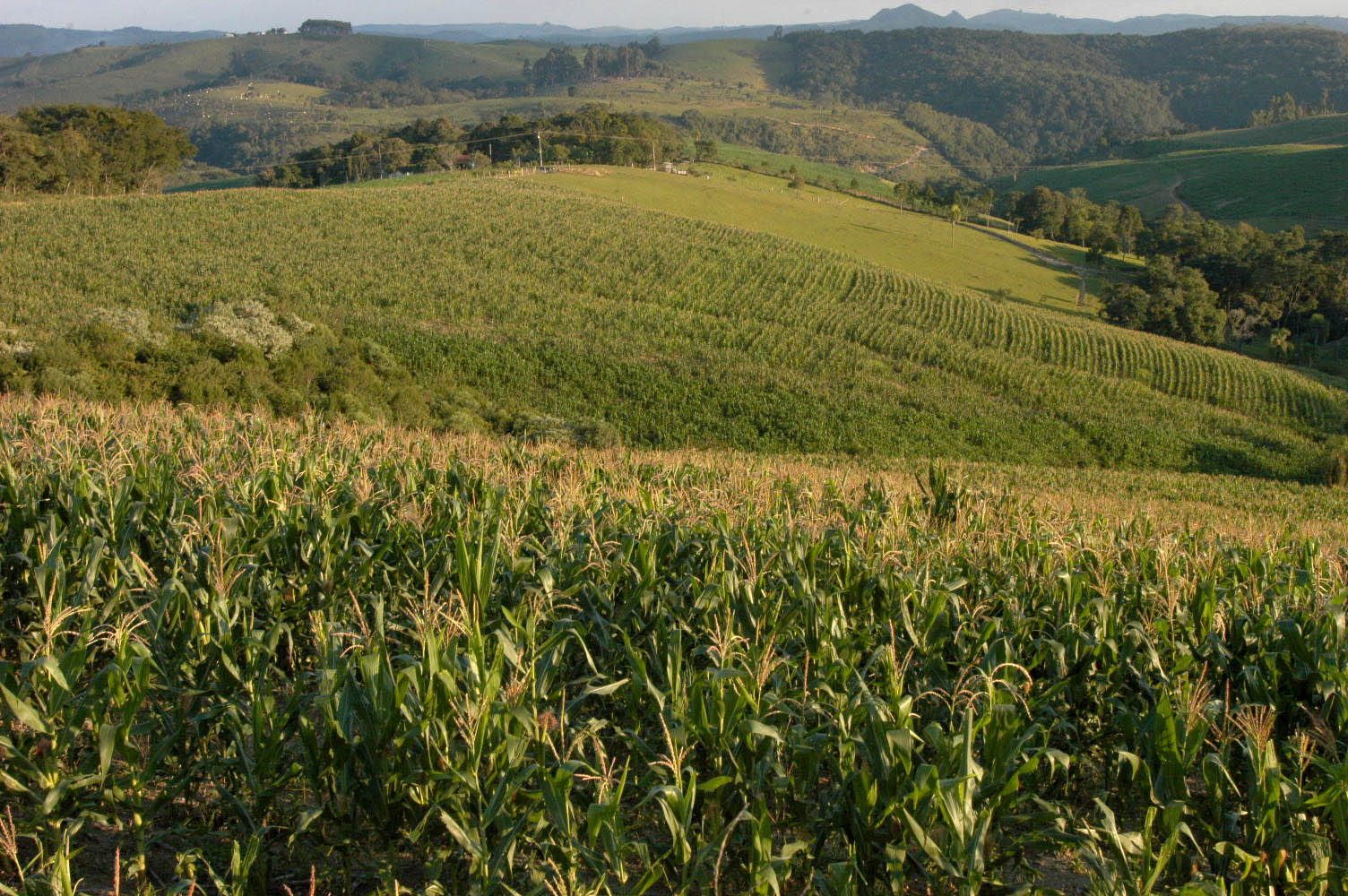
Piantagione di mais a Medianeira

Il Paraná ha il quinto PIL del Brasile, di cui il 9,6% proviene da agricoltura, il 26,4% da industria e il restante 63,9% dal settore terziario. Per quanto riguarda le sue esportazioni, nel 2012 i principali prodotti esportati sono stati soia (18,73%), carne di pollame (10,50%), zucchero in Natura (8,09%), farina di soia (8,00%) e mais (6,36%).
In agricoltura, lo stato si distingue per la produzione di soia, mais, grano, canna da zucchero, manioca, fagioli, pomodoro, arancia e yerba mate, oltre a produrre caffè, avena, orzo, pesco, mandarino e fragola.
Nel 2020 la Regione Meridionale ha prodotto il 32% del totale nazionale di cereali, ortaggi e semi oleosi. C'erano 77,2 milioni di tonnellate, il secondo posto in Brasile, perdendo solo nel Midwest. Il Paraná (14,9%) è stato il secondo produttore del paese.
In soia, il Paraná è il secondo più grande produttore del paese, con circa il 16% della produzione nazionale. Ha prodotto 19,8 milioni di tonnellate nel 2020. Nel 2017 è stato anche il secondo produttore di mais. Il Brasile è il più grande produttore di soia e il secondo produttore di mais al mondo.
Per quanto riguarda canna da zucchero, nel 2017 il Paraná è stato il quinto produttore di canna da zucchero, il terzo per lo zucchero e il quinto per l'alcol del paese. Quest'anno ha raccolto circa 46 milioni di tonnellate di canna. Il settore statale dello zucchero e degli alcolici ha 25 stabilimenti e impiega circa 55 000 persone. Le regioni di Umuarama, Paranavaí, Maringá e Jacarezinho concentrano la produzione. Il Brasile è il più grande produttore mondiale, con 672,8 milioni di tonnellate raccolte nel 2018.
Nella produzione manioca, il Brasile ha prodotto un totale di 17,6 milioni di tonnellate nel 2018. Il Paraná è stato il secondo più grande produttore del paese, con 3,2 milioni di tonnellate.
Dal 2006, Paraná ha guidato la produzione di fagioli in Brasile. Il Brasile è il terzo produttore di fagioli al mondo, con un raccolto annuo di circa 3 milioni di tonnellate, l'11% della produzione mondiale. Nel 2018 la Regione Sud è stata il principale produttore di fagioli con il 26,4% del totale, seguita dal Midwest (25,4%), dalla Regione Sud-Est (25,1%), dal Nordest (20,6%) e dal Nord (2,5%). Lo Stato del Paraná guida la classifica dei principali produttori nazionali con il 18,9% del totale prodotto.

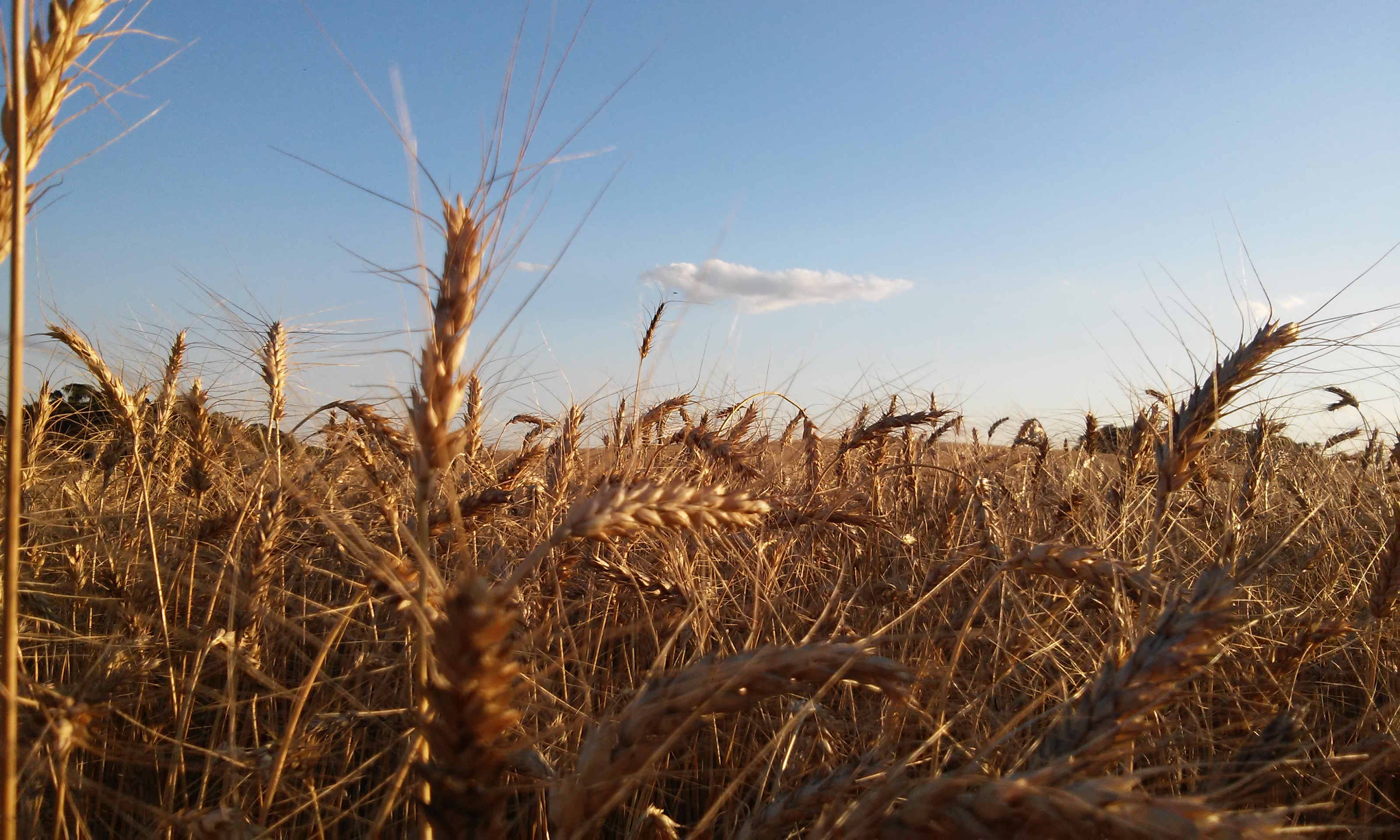
Piantagione di grano in Paraná

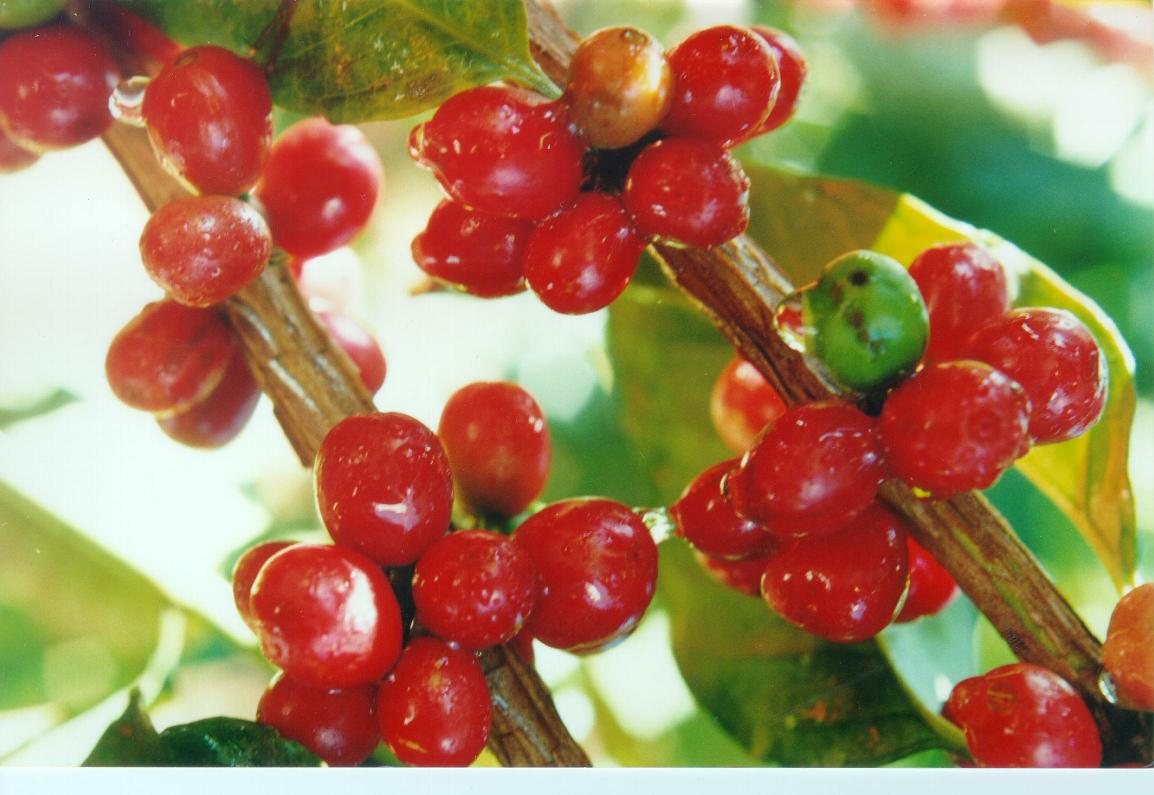
Caffè in Paraná

Il Paraná è il secondo più grande produttore nazionale di grano, con 2,2 milioni di tonnellate nel 2019, quasi uguale al Rio Grande do Sul, il più grande produttore. La regione meridionale è anche il maggior produttore di avena in Brasile. Nel 2019 la produzione nazionale sfiorava le 800 000 tonnellate, e quasi tutte sono state realizzate nel Sud (Paraná e Rio Grande do Sul).
Il arancio, Paraná è stato il terzo produttore brasiliano nel 2018, con un totale di 834 000 tonnellate.
Sebbene non sia una grande produzione, Paraná è il leader brasiliano nella produzione di orzo. Lo stato ha raccolto 219,2 mila tonnellate nel 2019, il 60% della produzione nazionale. Tuttavia, il Brasile è ben lungi dall'essere autosufficiente nella produzione di orzo. Il mercato brasiliano consuma, in media, 1,5 milioni di tonnellate all'anno. Il Brasile produce 335 000 tonnellate, circa il 22%. La maggioranza, il 73%, proviene da Argentina e Uruguay.
Nel 2018, il Paraná è stato il quarto prodotto mandarino più grande in Brasile. Paraná ha anche una parte della produzione pesco in Brasile. Nel 2019, in Brasile, c'era una superficie di produzione totale di circa 4 000 ettari di fragola. Il Paraná è stato il quarto più grande produttore del paese.
In caffè, il Paraná è lo stato produttore più meridionale del paese. Un tempo era il più grande stato produttore del Brasile: nel 1962, il Paraná rappresentava il 58% della produzione nazionale, ma nel 2017 aveva solo il 2,7% del totale prodotto nel paese. La cultura del caffè è stata sostituita da altre colture di semi e oggi l'obiettivo dello stato è stato quello di investire in chicchi di caffè speciali e più costosi.
Nel 2019, il Brasile ha prodotto circa 900 000 tonnellate di yerba mate all'anno, secondo IBGE. Il Paraná è il maggior produttore in volume e il Rio Grande do Sul nelle aree di piantagione (e dove il settore è più industrializzato). Secondo i dati del 2017, il Paraná ha raccolto 301 000 tonnellate di yerba mate con metodo estrattivo e 237 000 tonnellate nelle piantagioni. Il potenziale produttivo dell'erba mate è ancora poco esplorato in Brasile, con buona parte della vendemmia svolta dal sistema estrattivo e con bassi livelli di produttività. Tuttavia, molti nuovi produttori stanno adottando sistemi di produzione più professionali ed efficienti, con acume di gestione tecnica e una visione del mercato globalizzata. Ciò tende ad aumentare le esportazioni brasiliane di questo prodotto.

#### Allevamento

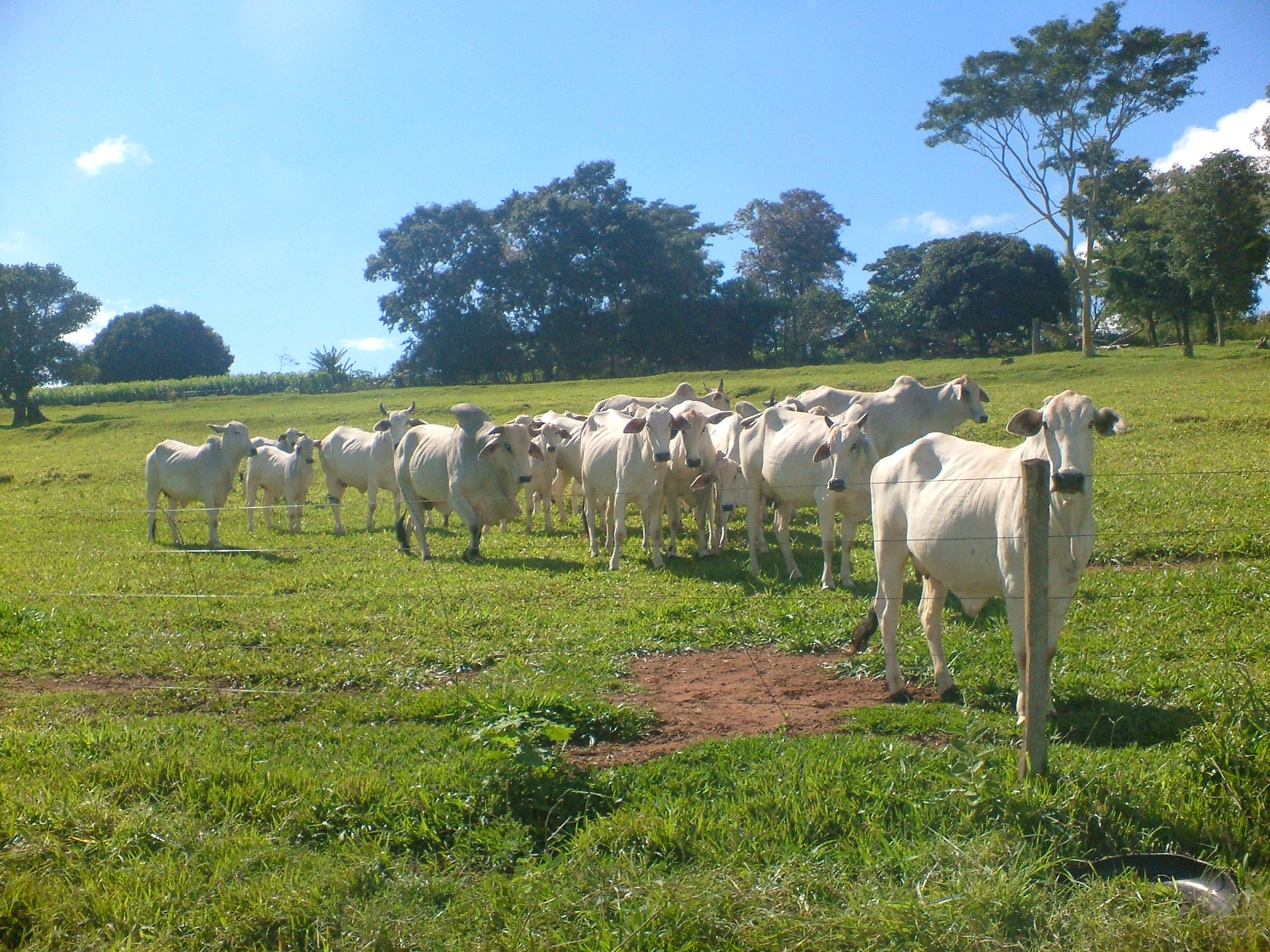
Bestiame a São Jorge do Patrocínio

Nel 2017, la mandria bovini dello stato aveva 9,3 milioni di capi, il decimo nel paese.
Nel 2018, il Paraná ha prodotto un totale di 4,4 miliardi di litri di latte, diventando così il secondo più grande produttore del paese. La città di Castro è stata il più grande produttore del paese nel 2018, con 292 milioni di litri di latte.
Nella carne di maiale, i 3 stati meridionali sono i maggiori produttori del paese. Il Brasile aveva 41,1 milioni di capi nel 2017. Il Paraná (17,2%) è il secondo maggior produttore.
La mandria brasiliana di pollame uccelli, nel 2018, era dell'ordine di 1 500 milioni di capi. Nel 2017, il più grande stato produttore di pollame in Brasile è stato il Paraná (25,3%). In termini di pollo, nel 2017 c'erano 242,8 milioni di capi nel paese. Tra gli stati che erano i maggiori produttori, San Paolo era in testa con il 21,9%, seguito dal Paraná (10,1%). Nella produzione di uovo, lo stato è al secondo posto in Brasile, con il 9,6% della produzione nazionale.
In allevamento ittico, il Paraná occidentale, nei comuni vicini a Toledo e Cascavel, è diventata la più grande regione produttrice di pesce del paese, con tilapia come principali specie coltivate. L'Occidente rappresenta il 69% di tutta la produzione del Paraná, il più grande produttore nazionale, con 112 000 tonnellate. Di questo importo, il 91% si riferisce all'allevamento della tilapia.
La regione meridionale è stata il principale produttore di miele nel paese nel 2017, rappresentando il 39,7% del totale nazionale. Il Paraná è stato il secondo più grande produttore del paese, con il 14,3%.

### Settore secondario

#### Industria

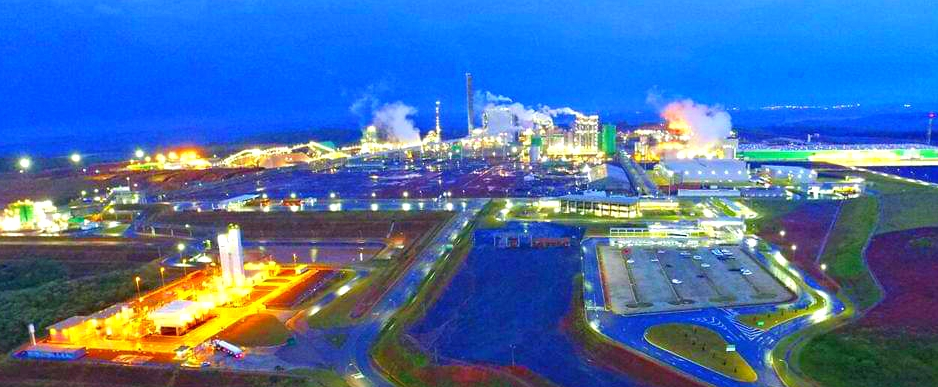
Complesso industriale Klabin, a Ortigueira

Circa industria, il Paraná ha registrato un PIL industriale di 92,8 miliardi di R $ nel 2017, pari al 7,8% dell'industria nazionale. Impiega 763 064 lavoratori nel settore. I principali settori industriali sono: alimentare (19,1%), servizi industriali di pubblica utilità, quali elettricità e acqua (18,5%), edilizia (17,3%), autoveicoli (8,1%) e derivati di petrolio e biocarburanti (5,7%). Questi 5 settori concentrano il 68,7% dell'industria statale.
In Brasile, il settore automobilistico rappresenta circa il 22% del PIL industriale. Nel 2019 lo Stato è passato al secondo posto nella produzione nazionale di veicoli, con una quota del 15%. Lo stato ha stabilimenti Volkswagen, Renault, Audi, Volvo e DAF.
Nel settore carta e cellulosa, la produzione di cellulosa brasiliana è stata di 19 691 milioni di tonnellate nel 2019. Quest'anno il paese ha esportato 7,48 miliardi di dollari di cellulosa, 3,25 miliardi di dollari solo in Cina. Le esportazioni dell'industria forestale brasiliana sono ammontate a 9,7 miliardi di dollari (7,48 miliardi di dollari in pasta di legno, 2 miliardi di dollari in carta e 265 milioni di dollari in pannelli di legno). La produzione di carta è stata di 10 535 milioni di tonnellate nel 2019. Il paese ha esportato 2 163 milioni di tonnellate. Nel 2016, l'industria della cellulosa e della carta nel sud del paese rappresentava il 33% del totale nazionale. Quest'anno il Paraná è stato il leader nazionale nella produzione di legno tondo (principalmente eucalyptus) per l'industria della pasta di legno e della carta (15,9 milioni di m³); Il Brasile è stato il secondo paese che ha prodotto la maggior parte della polpa al mondo e l'ottavo nella produzione di carta. La città che ha prodotto la maggior parte di questi boschi in Brasile è stata Telêmaco Borba (PR), e la quinta più grande è stata Ortigueira (PR). Nel 2016, i cinque stati principali che producono tronchi per carta e cellulosa (principalmente eucalyptus) sono stati: Paraná (15,9 milioni di m³), San Paolo (14,7 milioni di m³), Bahía (13,6 milioni di m³), Mato Grosso do Sul (9,9 milioni di m³) e Minas Gerais (7,8 milioni di m³). Insieme, corrispondono al 72,7% della produzione nazionale di 85,1 milioni di m³. I dieci comuni più grandi produttori avevano il 22,9% della produzione del paese. Erano le città di Telêmaco Borba (PR), Três Lagoas (MS), Caravelas (BA), Mucuri (BA), Ortigueira (PR), São Mateus (ES), Dom Eliseu (PR), Nova Viçosa (BA), Water Clara (MS) e Ribas do Rio Pardo (MS).
Il Paraná è il più grande produttore di scisti bituminosi in Brasile. Nella città di São Mateus do Sul, c'è uno stabilimento Petrobras specializzato nella produzione del materiale. Ogni giorno vengono lavorate circa 7.800 tonnellate.
In Industria alimentare, nel 2019, il Brasile è stato il secondo esportatore mondiale di alimenti trasformati, con un valore di 34,1 miliardi di dollari in esportazioni. Il fatturato dell'industria alimentare e delle bevande brasiliana nel 2019 è stato di 699,9 miliardi di R $, il 9,7% del prodotto interno lordo del paese. Nel 2015, l'industria alimentare e delle bevande in Brasile comprendeva 34 800 aziende (senza contare i panifici), la stragrande maggioranza delle quali era piccola. Queste aziende impiegavano più di 1 600 000 lavoratori, rendendo l'industria alimentare e delle bevande il più grande datore di lavoro nel settore manifatturiero. Ci sono circa 570 grandi aziende in Brasile, che rappresentano una buona parte dei ricavi totali del settore. Il Paraná creò aziende alimentari di importanza nazionale come Frimesa, C.Vale, Nutrimental, Copacol, Coopavel e Matte Leão.
In Industria elettronica, il fatturato delle industrie in Brasile ha raggiunto i 153 miliardi di R $ nel 2019, circa il 3% del PIL nazionale. Il numero dei dipendenti del settore era di 234,5 mila persone. Le esportazioni sono state di 5,6 miliardi di $ e le importazioni del paese sono state di 32,0 miliardi di dollari statunitensi. Il Brasile, nonostante i suoi sforzi decennali per eliminare la dipendenza dalle importazioni di tecnologia, non ha ancora raggiunto questo livello. Le importazioni si concentrano su componenti costosi, come processori, microcontrollori, memorie, dischi magnetici, laser, LED e LCD montati sotto. I cavi per le telecomunicazioni e la distribuzione di elettricità, cavi, fibre ottiche e connettori sono prodotti nel paese. Il Brasile ha due grandi centri di produzione elettroelettronica, situati nella regione metropolitana di Campinas, nello Stato di San Paolo, e nella Free Economic Zone di Manaus, nello Stato di Amazonas. Ci sono grandi aziende tecnologiche di fama internazionale, nonché parte delle industrie che partecipano alla loro catena di fornitura. Il paese ha anche altri centri più piccoli e uno di questi si trova a Curitiba, la capitale del Paraná. Il centro tecnologico di Curitiba ha aziende come Siemens e Positivo Informática. In totale, 87 aziende e 16 000 dipendenti lavorano in Tecnoparque, un'area di 127 000 metri quadrati creata per legge statale nel 2007. Tecnoparque può crescere fino a 400 000 metri quadrati e ricevere fino a quattro volte il numero di lavoratori che ha oggi, raggiungendo a 68 000 persone.
Nel settore elettrodomestici, le vendite di apparecchiature cosiddette "elettrodomestici" (frigorifero, aria condizionata e altri) sono state di 12,9 milioni di unità nel 2017. Il settore ha registrato il suo picco di vendite nel 2012, con 18,9 milioni unità. I marchi che hanno venduto di più sono stati Brastemp, Electrolux, Consul e Philips. Brastemp è originario di São Bernardo do Campo-SP. Consul è originario di Santa Catarina, fuso con Brastemp e oggi fa parte della multinazionale Whirlpool Corporation. Un altro famoso marchio brasiliano era Prosdócimo, fondato a Curitiba, che è stato venduto a Electrolux.
Nel settore piccoli elettrodomestici, Paraná ha una delle famose aziende: Britânia, originaria di Curitiba.

#### Energia

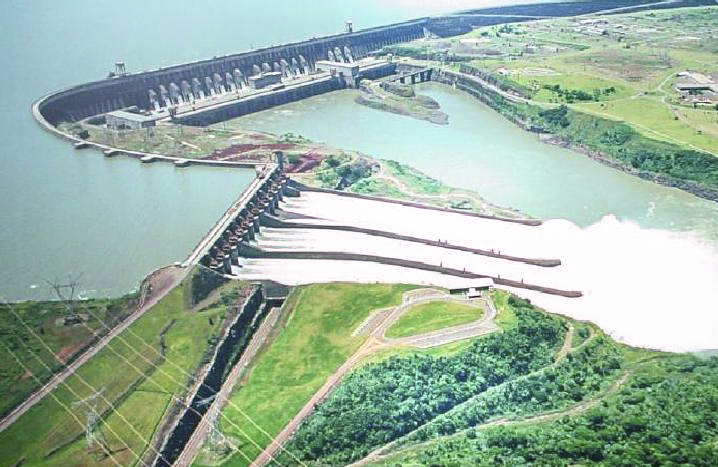
Vista aerea della centrale idroelettrica di Itaipù, la maggiore centrale idroelettrica del mondo.

Brasile condivide con il Paraguay la centrale idroelettrica Itaipu, che è stata la più grande centrale idroelettrica del mondo in termini di capacità installata e produzione di energia, con 14 GW installati, fino alla costruzione del Centrale elettrica delle Tre Gole in Cina, che ha 22 GW. Tuttavia, Itaipu rimane la più grande centrale idroelettrica del mondo in termini di produzione di energia. In passato forniva elettricità al 25% della popolazione brasiliana e al 95% della popolazione paraguaiana; con l'ampliamento del parco energetico brasiliano, la quota di Itaipu di tale importo è ora notevolmente ridotta. L'Associazione americana degli ingegneri civili ha elencato questo impianto come una delle Sette meraviglie del mondo moderno. L'impianto è costruito sul fiume Paraná, vicino alle cascate dell'Iguaçu.

### Settore terziario

#### Commercio
Il Paraná è uno degli stati che contribuisce di più per le esportazioni brasiliane.
Le esportazioni del Paraná per il mercato estero sono fatte nel porto di Paranaguá, per Foz do Iguaçu, per l'Aeroporto Internazionale Afonso Pena e una piccola parte dalla città di Barracão nel sud-est dello Stato.
Il commercio estero è fatto con i seguenti paesi: Stati Uniti d'America, Germania, Italia, Paesi Bassi, Giappone, Belgio, Norvegia, Inghilterra, Canada, Argentina e altri.
Il commercio interno si fa con gli Stati di San Paolo, Rio de Janeiro, Rio Grande do Sul, Santa Catarina, Mato Grosso do Sul, Pernambuco e altri.

#### Turismo

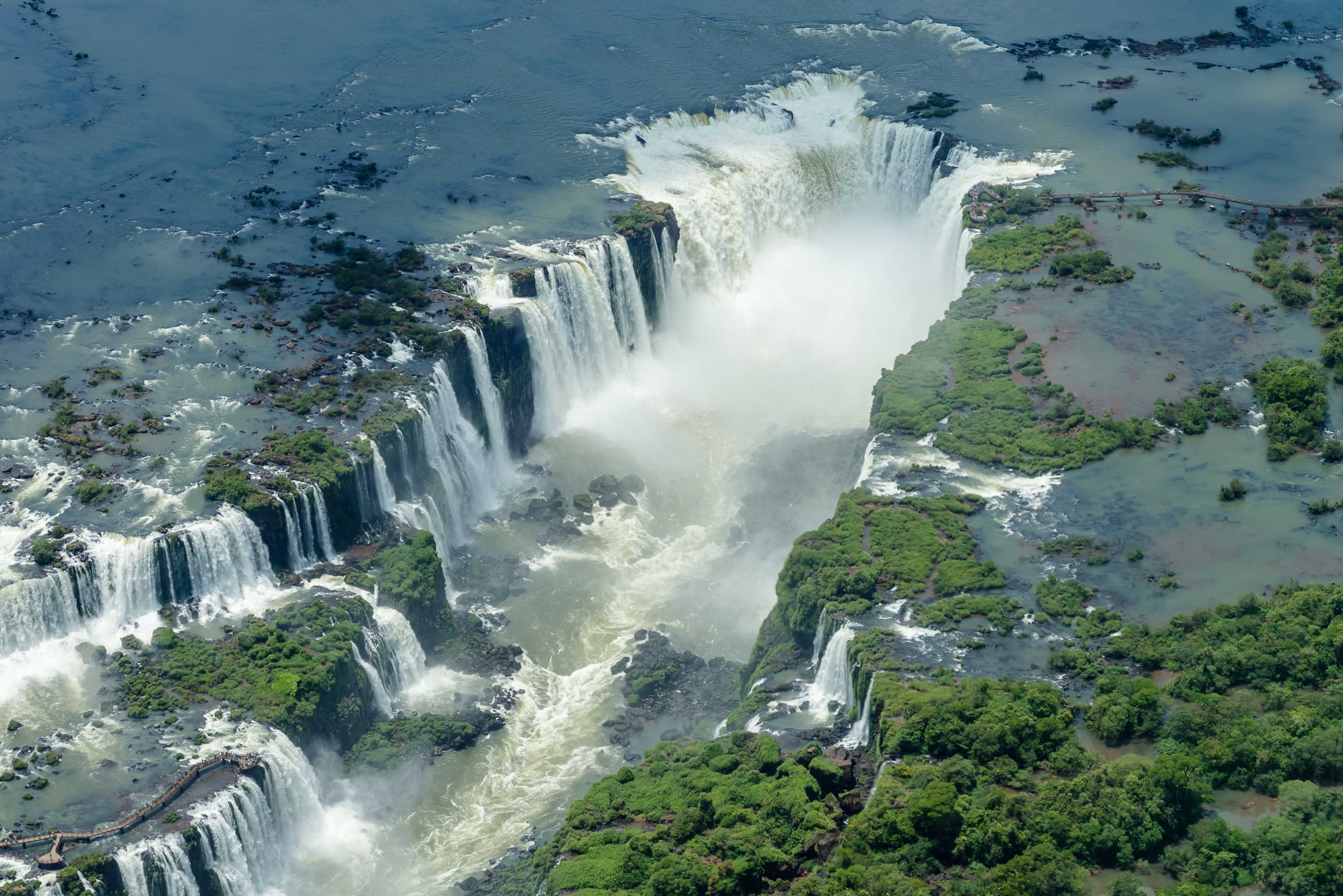
Cascate dell'Iguazú.

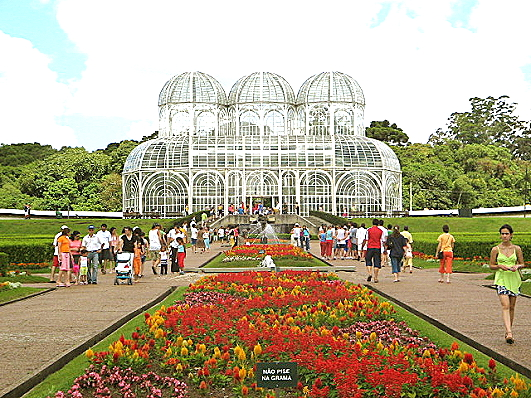
Giardino botanico di Curitiba.

La città turistica più importante del Paraná è Foz do Iguaçu, la terza città del Brasile che riceve il maggior numero di visitatori stranieri per svago. Ci sono due principali attrazioni: le Cascate dell'Iguazú, che sono le più grandi al mondo, e la Diga di Itaipú, la più grande al mondo in termini di generazione di energia. La città è anche famosa per il confine con Ciudad del Este, nel Paraguay, dove i brasiliani di solito fanno shopping e giocano anche nei casinò locali, poiché i casinò sono vietati in Brasile.
Curitiba è la terza città brasiliana che riceve più turisti per affari, eventi e convegni, e Foz do Iguaçu, la sesta.
A Maringá si trova la Cattedrale di Maringá (Basilica Minore di Nossa Senhora da Glória), il secondo monumento più alto del Sud America e il decimo nel mondo. Si è registrato un aumento delle visite nella regione del Canyon Guartelá, (6a più grande al mondo e in Brasile) in Tibagi.
Fiere e festival si svolgono durante tutto l'anno, tra cui il Munchen Fest a Ponta Grossa, l'Oktoberfest a Rolândia, il Carnevale a Tibagi, il Festival Internazionale a Londrina. Notevole interesse suscitano anche le grandi fiere agricole, in particolare Expo Londrina.

#### Media

##### Stazioni di radio
Radio Club Paranaense, Fondazione di Educazione Don Pedro Felipak, Radio Città di Curitiba, Radio Colombo del Paraná, Radio Continental di Curitiba, Radio Cultura di Curitiba, Radio Marumby (Curitiba), Radio Diffusione di Paranaguá, Radio Club Pontagrossense, Radio Diffusione Unione (União da Vitória), Radio Cultura di Maringá, Radio Diffusione de Apucarana, Radio Londrina, Radio Nuova Inconfidenza AM (Umuarama), Radio Capital FM (Cascavel), Radio Movimento FM (Pato Branco) e Radio Paranavaí.

##### Stazioni di TV
TV Bandeirantes (Curitiba) (Canale 02), TV Iguaçu (Canale 04), TV CNT Curitiba (Canale 06), RIC TV (Canale 07), Paraná Educativa (Canale 09), RPC TV Paranaense (Canale 12).

##### Giornali
- O Líder (Bandeirantes)
- Gazeta do Povo
- O Estado do Paraná
- Folha de Londrina
- Tribuna do Paraná
- Jornal de Londrina
- Diário dos Campos
- Diário do Norte do Paraná
- O Diário de Maringá
- O Paraná (Cascavel)
- Jornal da Manhã (Ponta Grossa)
- O Diário do Noroeste (Paranavaí)
- Agora Paraná
- Paraná Shimbun
- Gazeta do Consumidor
- Gazeta de Toledo
- A Tribuna (Umuarama)
- Tribuna do Norte (Apucarana)
- Paranashop
- Tribuna do Interior (Campo Mourão)
- Diário do Sudoeste (Pato Branco)
- Diário de Guarapuava (Guarapuava)
- Jornal do Oeste (Toledo)

## Salute
| Mortalità infantile | 20,0 per 1 000 nati (2005) |
| Medici              | 16,9 per 10 000 ab. (2005) |
| Letti d'ospedale    | 2,3 per 1 000 ab. (2005)   |

## Educazione

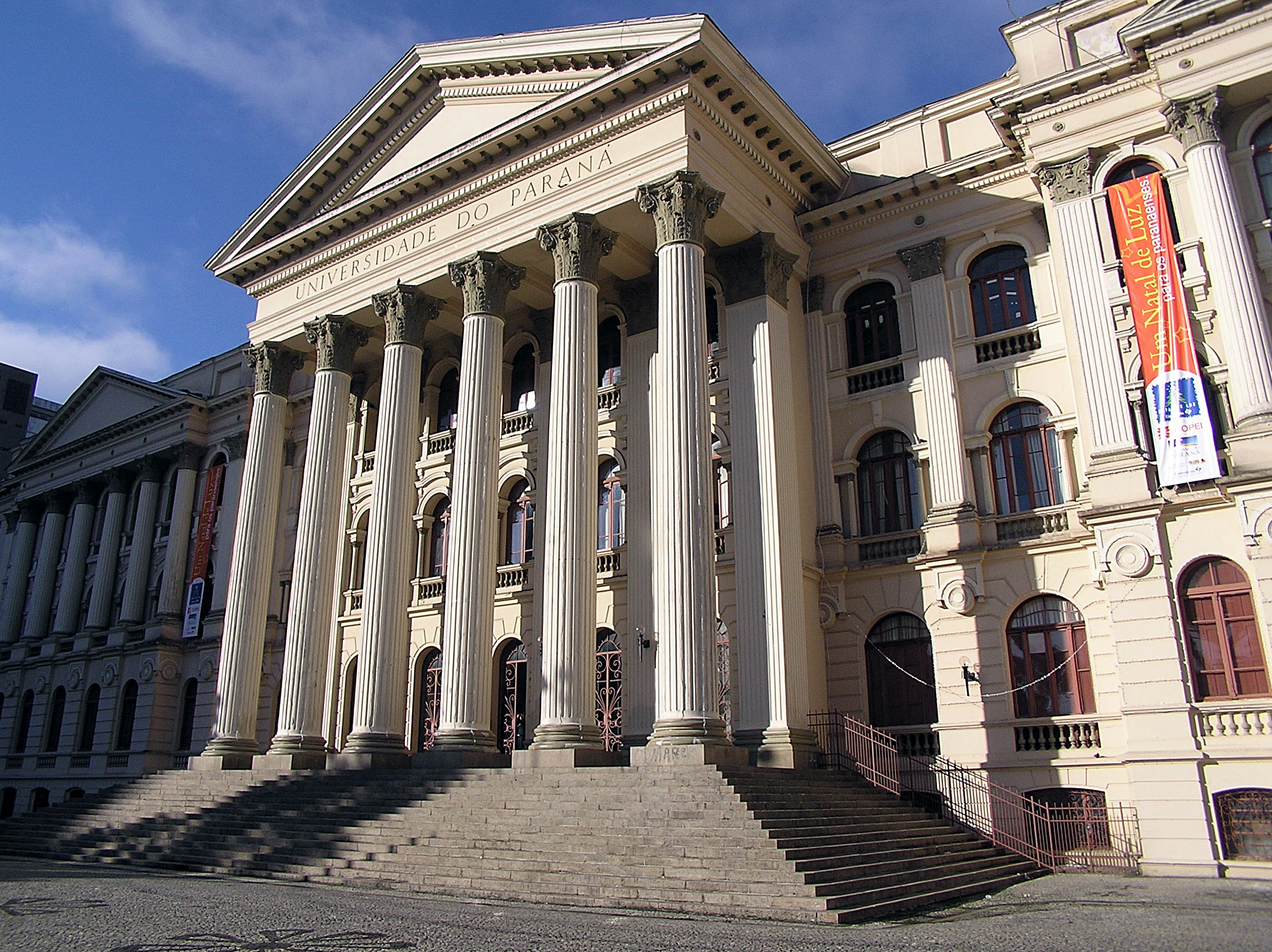
Università Federale del Paraná.

|                                                      |           | Matricole | Matricole | Matricole | Docenti  | Docenti | Docenti | Scuole   | Scuole  | Scuole |
|                                                      | Totale    | Pubblica  | Privata   | Totale    | Pubblica | Privata | Totale  | Pubblica | Privata |        |
| ---------------------------------------------------- | --------- | --------- | --------- | --------- | -------- | ------- | ------- | -------- | ------- | ------ |
| Insegnamento prescolare (Asili)                      | 248 356   | 173 893   | 74 463    | 14 094    | 8 428    | 5 666   | 4 520   | 3 121    | 1 399   |        |
| Insegnamento fondamentale (Scuola primaria)          | 1 683 914 | 1 547 689 | 136 225   | 92 154    | 80 993   | 11 161  | 6 478   | 5 773    | 705     |        |
| Insegnamento medio (Scuola secondaria)               | 467 730   | 412 827   | 54 903    | 32 094    | 26 630   | 5 464   | 1 398   | 1 102    | 296     |        |
| Insegnamento superiore (Scuola secondaria superiore) | 272 714   | 100 817   | 171 897   | 21 580    | 8 845    | 12 735  | 151     | 22       | 129     |        |

## Infrastrutture e trasporti

### Strade

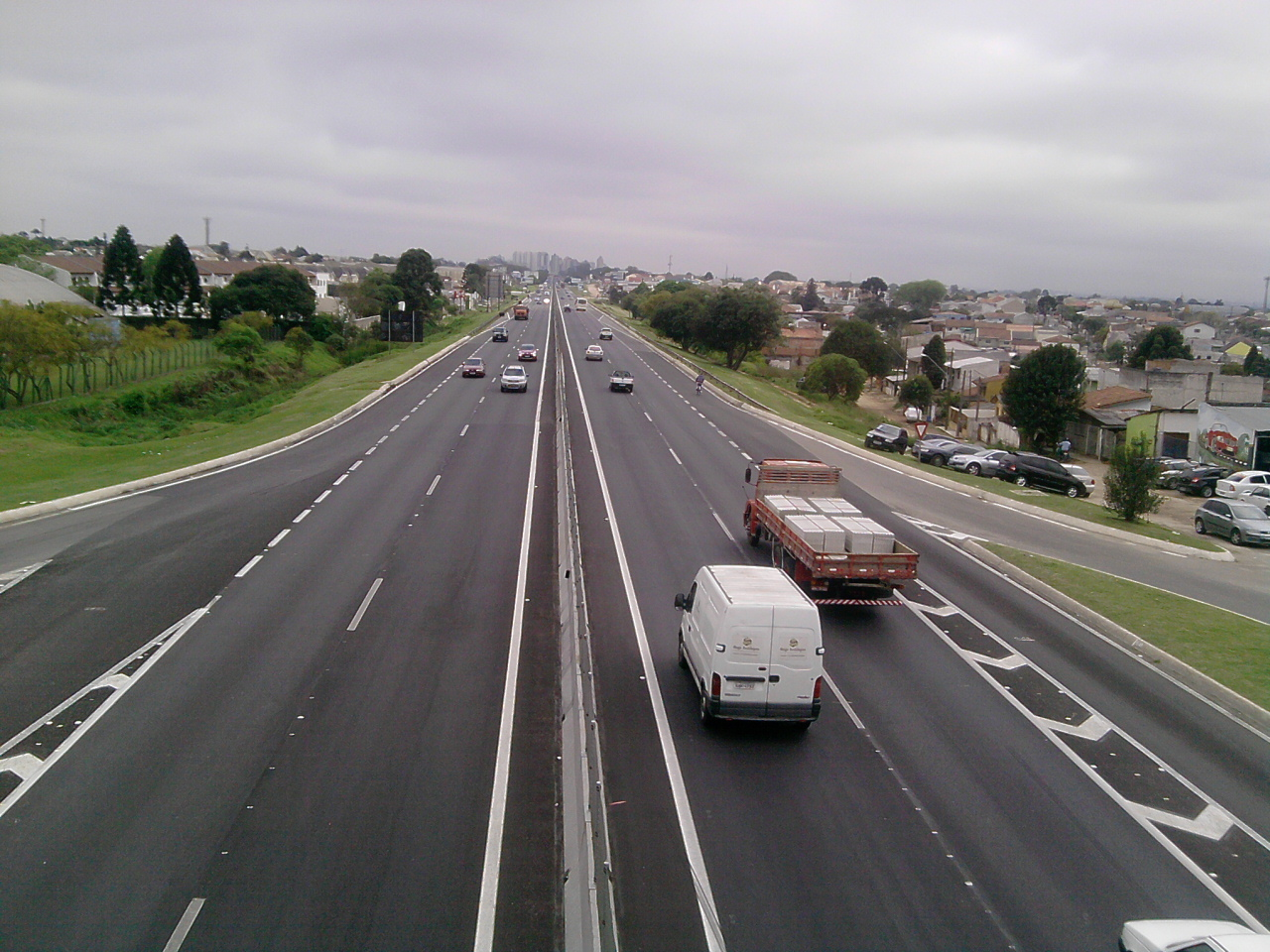
BR-277.

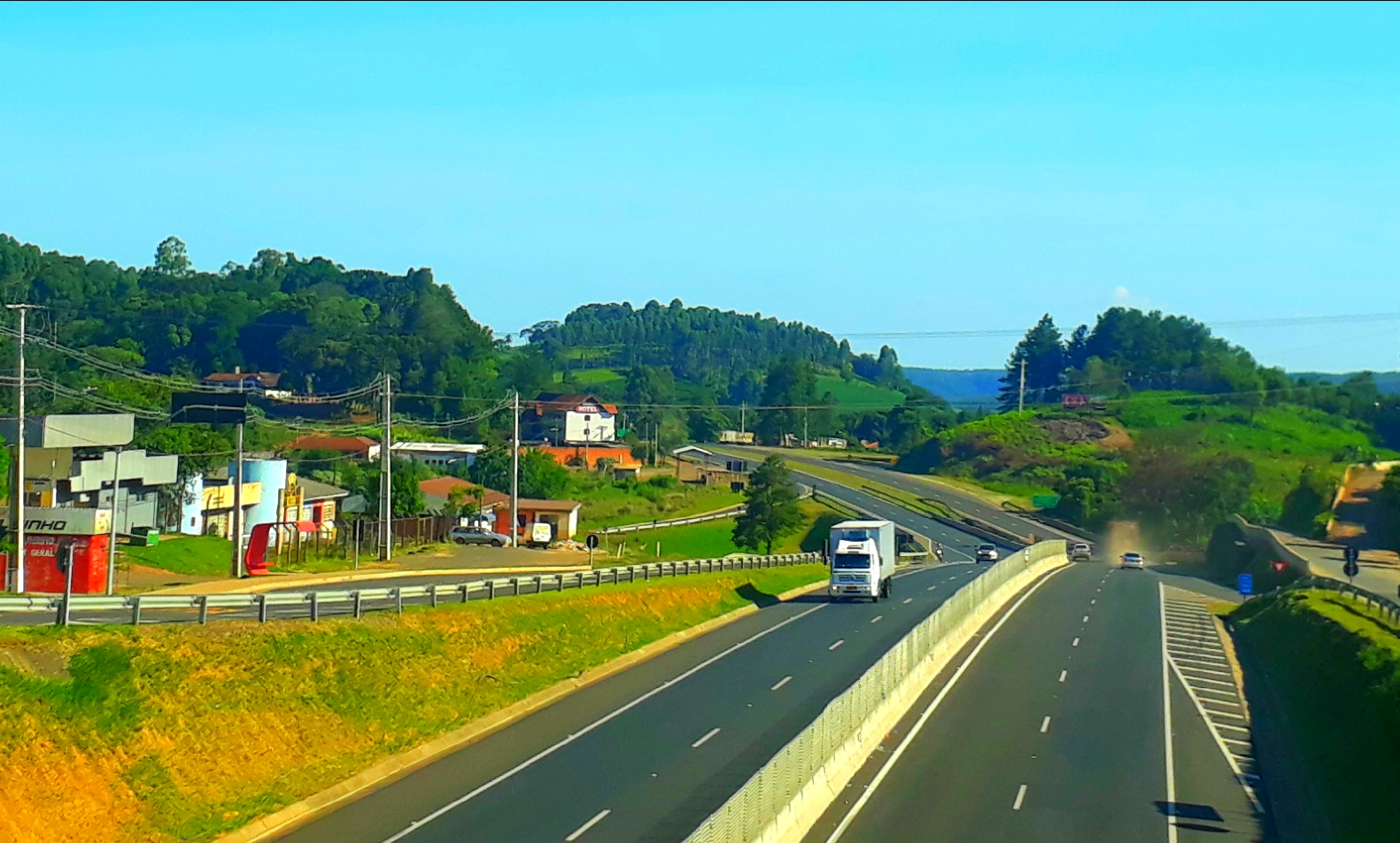
BR-376.

Nel 2021, il Paraná aveva 120930 km di strade, di cui 21173 km asfaltati e di questi 1475 km erano strade duplicate.
Attualmente è in corso un progetto per la concessione delle principali autostrade dello stato (BR-369, BR-376, BR-277 e alcune altre) al settore privato in un grande progetto per duplicare 1782 km di strade, tra gli altri lavori di miglioramento.
Il capoluogo, Curitiba, ha una circonvallazione intorno alla città, incompleta solo perché la parte settentrionale (la meno popolata della regione) non è stata ancora edificata.

### Aeroporti

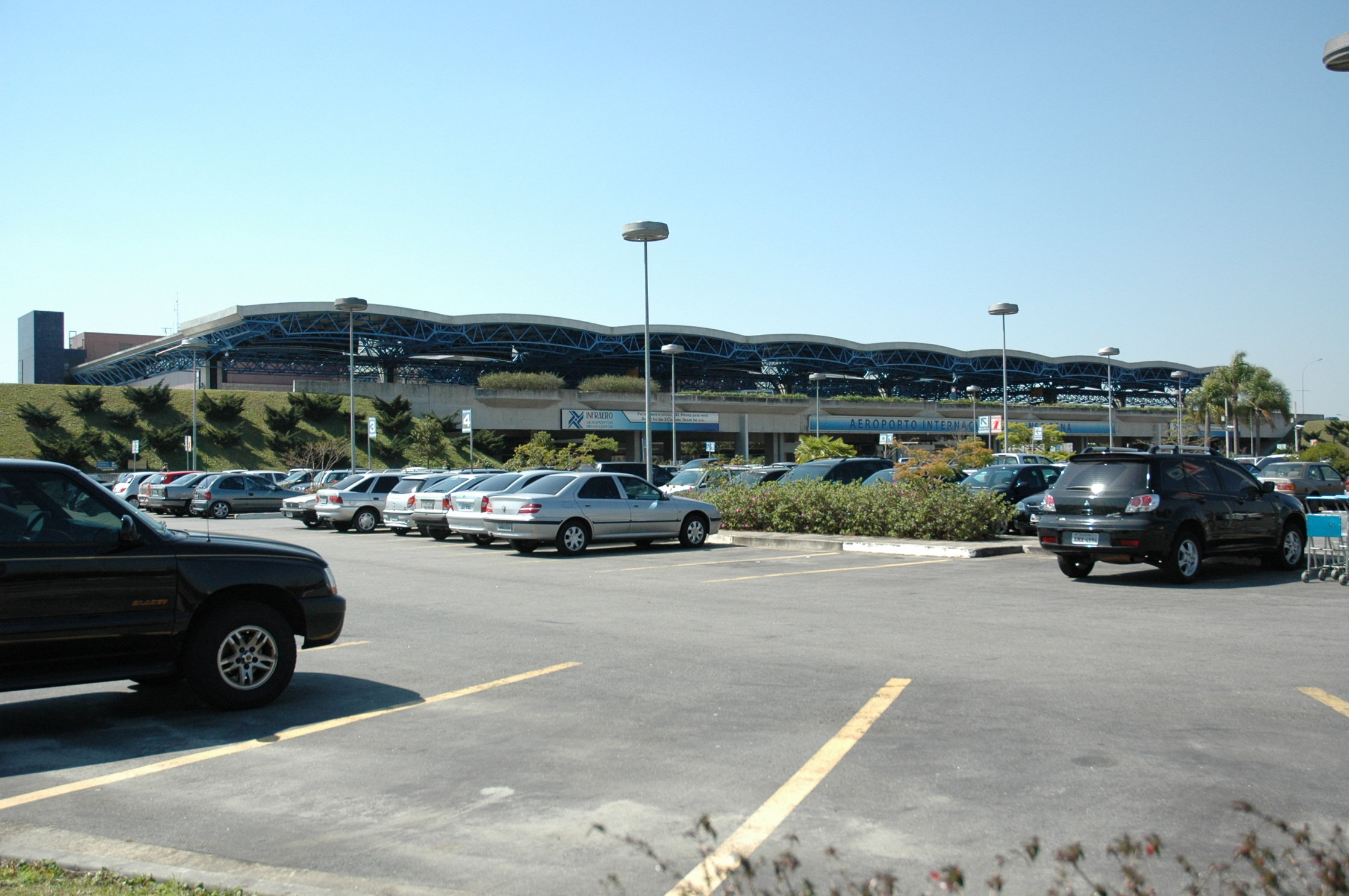
Aeroporto Internazionale Afonso Pena.

Lo stato ha diversi aeroporti, i principali sono:
- Aeroporto Internazionale Afonso Pena è l'aeroporto principale di Curitiba. Si trova nella vicina città di São José dos Pinhais.
- Aeroporto internazionale di Foz do Iguaçu;
- Aeroporto di Londrina;
- Aeroporto di Cascavel;
- Aeroporto regionale di Maringá.

Il periodo di massimo splendore del trasporto aereo nello stato risale al 1957, quando 31 città erano servite da voli.

### Porti

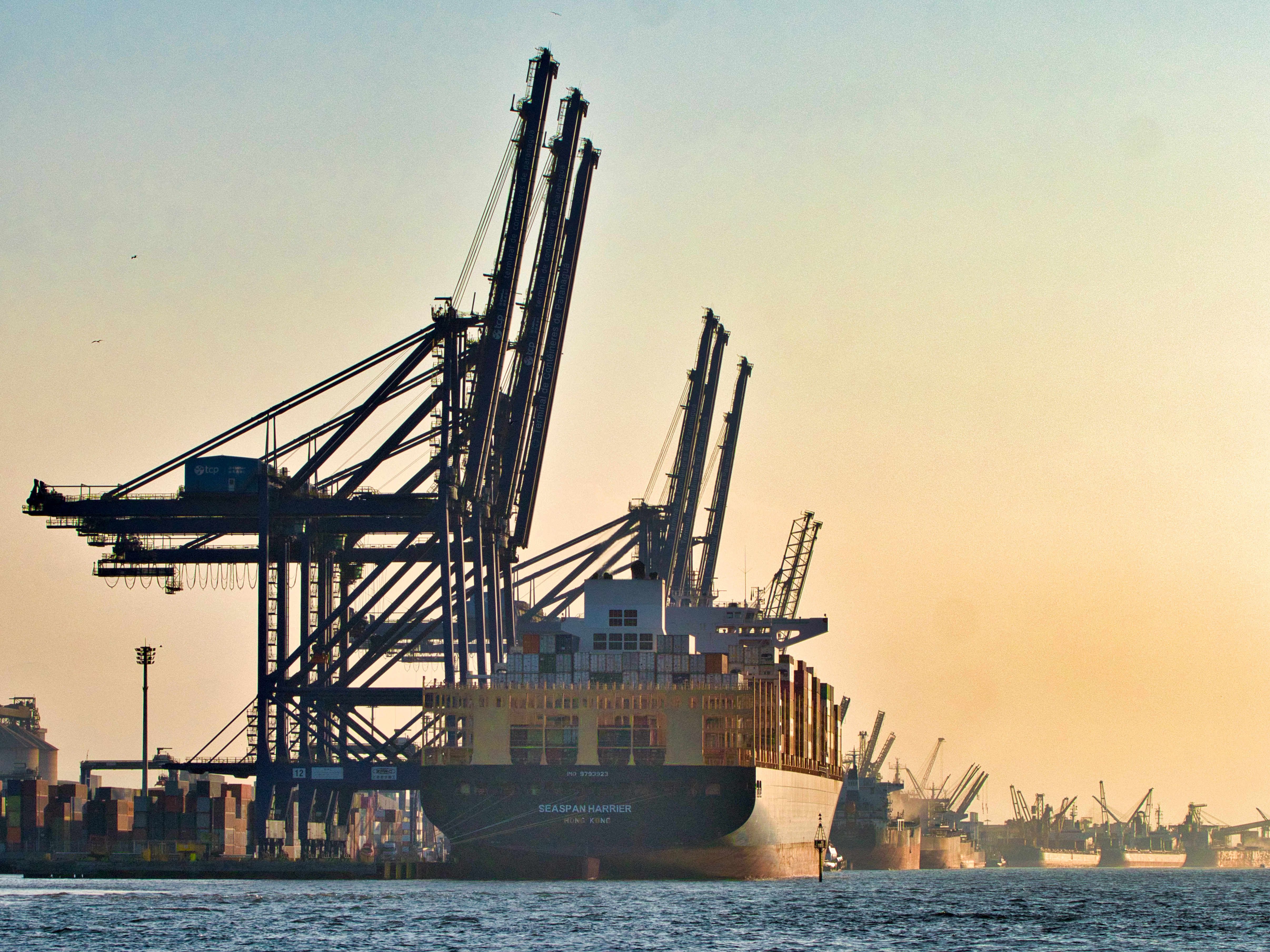
Porto di Paranaguá.

Il Paraná ha il Porto di Paranaguá, uno dei principali porti del paese, che nel 2021 ha movimentato 56 milioni di tonnellate di merci. C'è anche il Porto di Antonina, che nel 2021 ha movimentato 1,5 milioni di tonnellate di merci.
Gran parte della produzione del Mato Grosso do Sul, Mato Grosso, Santa Catarina, Rio Grande do Sul, Minas Gerais, San Paolo e persino del Paraguay viene inviata al porto di Paranaguá per l'esportazione marittima. Molte ferrovie hanno accesso a Paranaguá, tra le principali ci sono la Ferroeste, Malha Sul e la ferrovia Curitiba-Paranaguá.

### Idrovie
Il Paraná è legato al Brasile e ai paesi stranieri attraverso i porti di Paranaguá e Antonina.
Servizi di barche sono a disposizione degli abitanti dei villaggi che si trovano nelle isole e ai margini della baia di Paranaguá.
Servizi di ferry-boat sono effettuati nella baia di Guaratuba, collegano la città omonima (Porto Damião de Souza) a Caiobá.
Il trasporto fluviale avviene, nella maggior parte, nel fiume Paraná, fra la città di Guaíra e lo Stato di San Paolo e, attraverso il ferry-boat, fino allo Stato del Mato Grosso do Sul. Dalla città di Foz do Iguaçu si può navigare verso l'Argentina.

## Galleria d'immagini

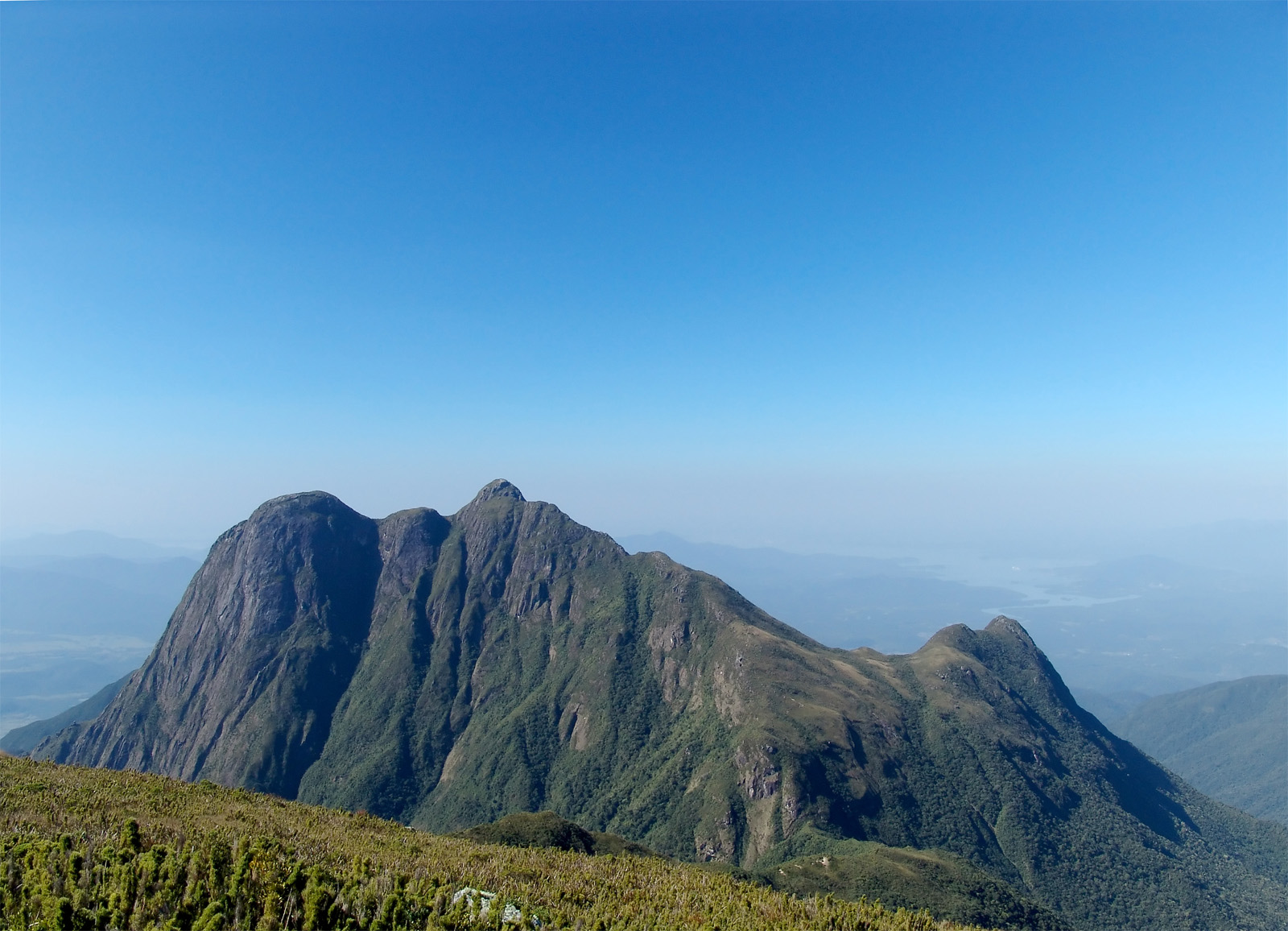
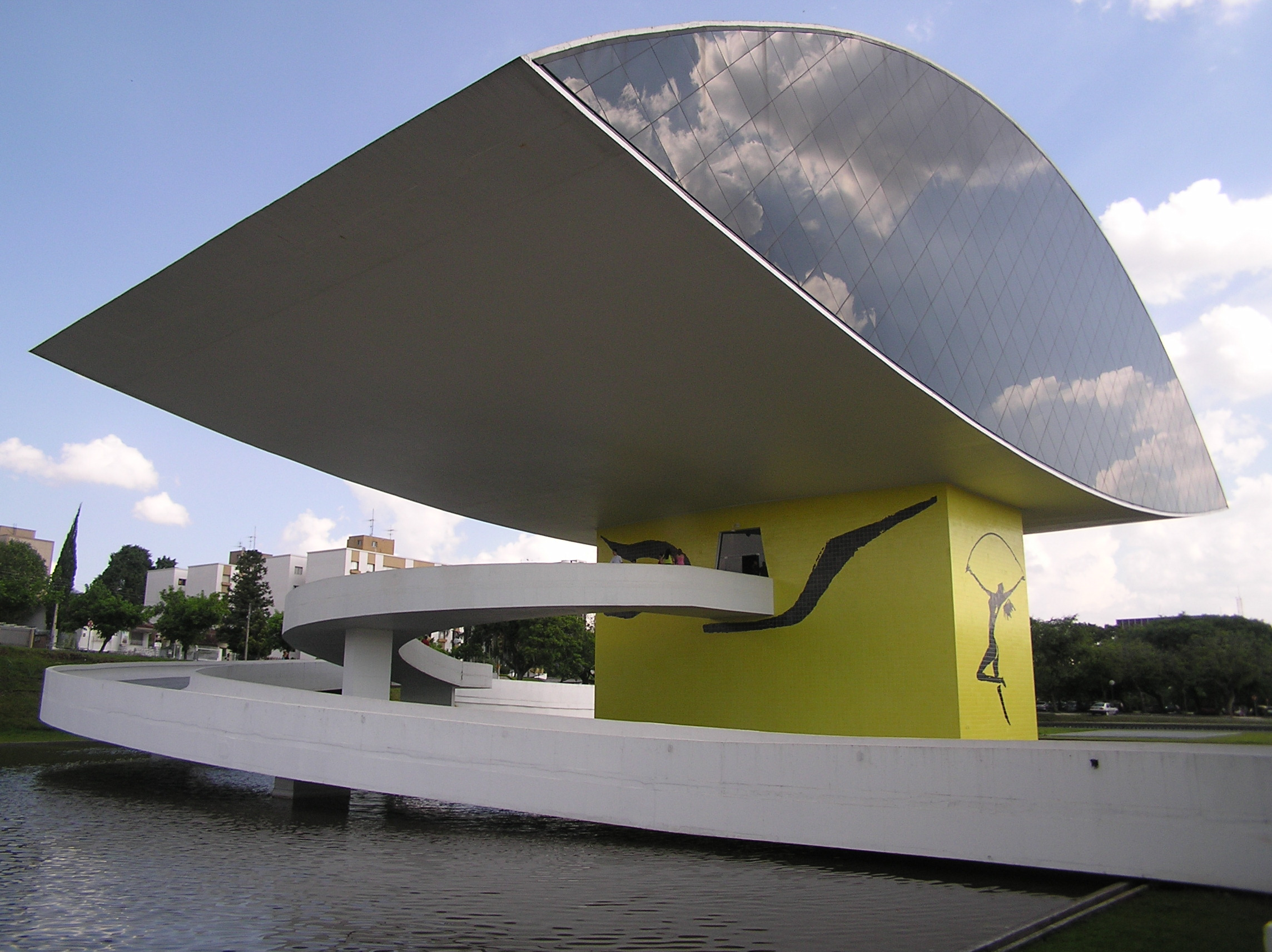
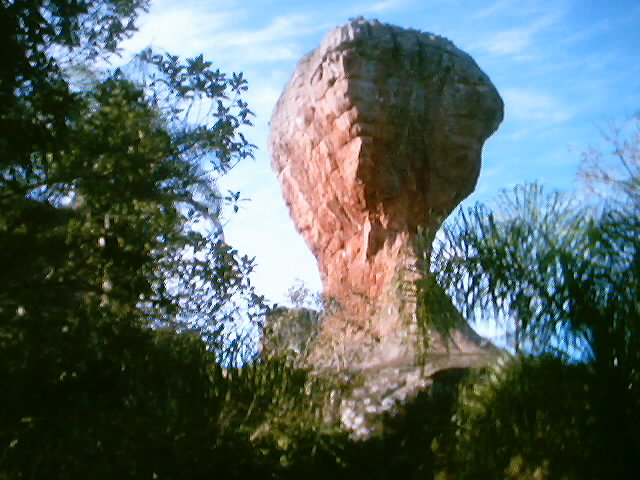
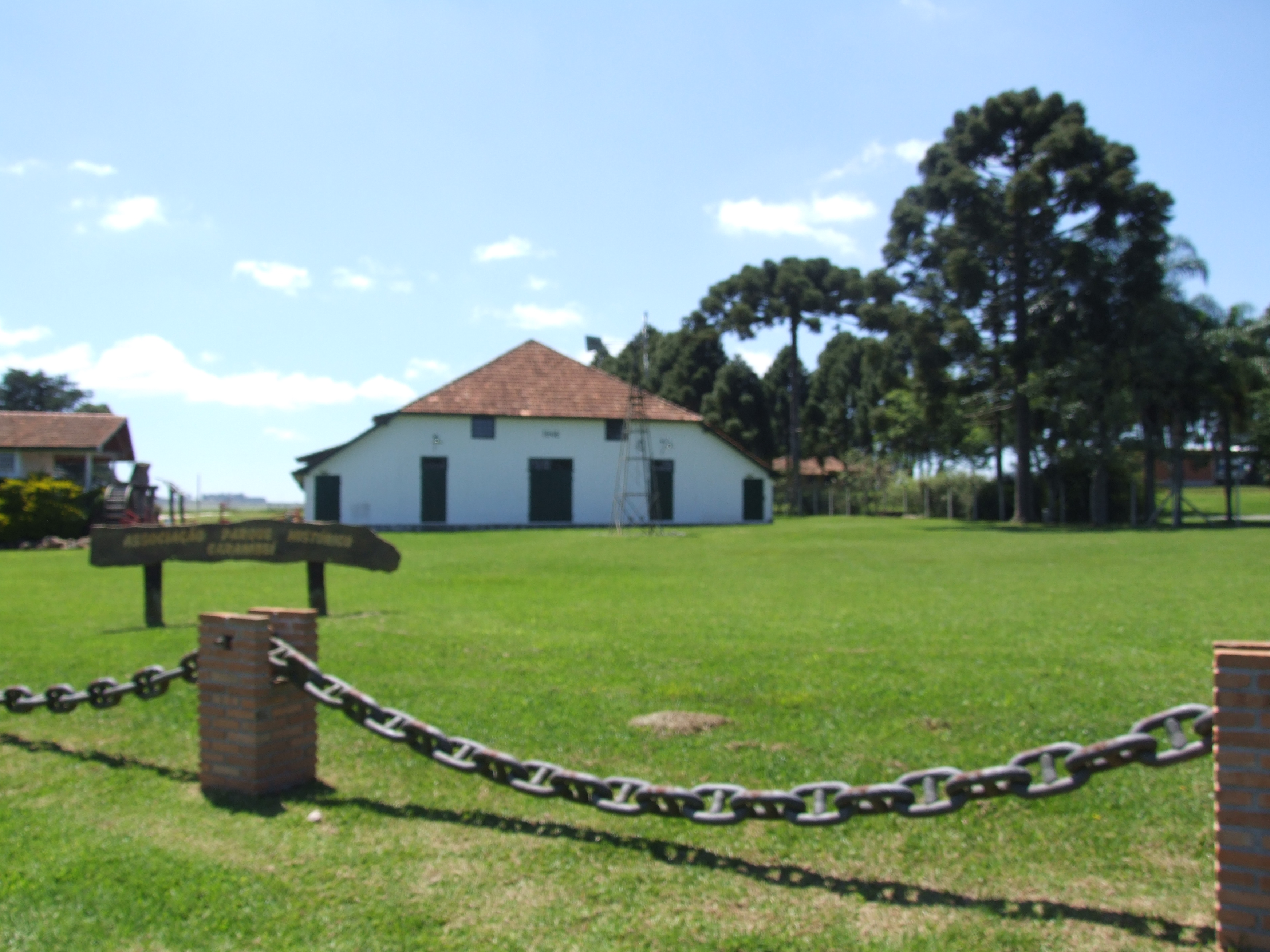
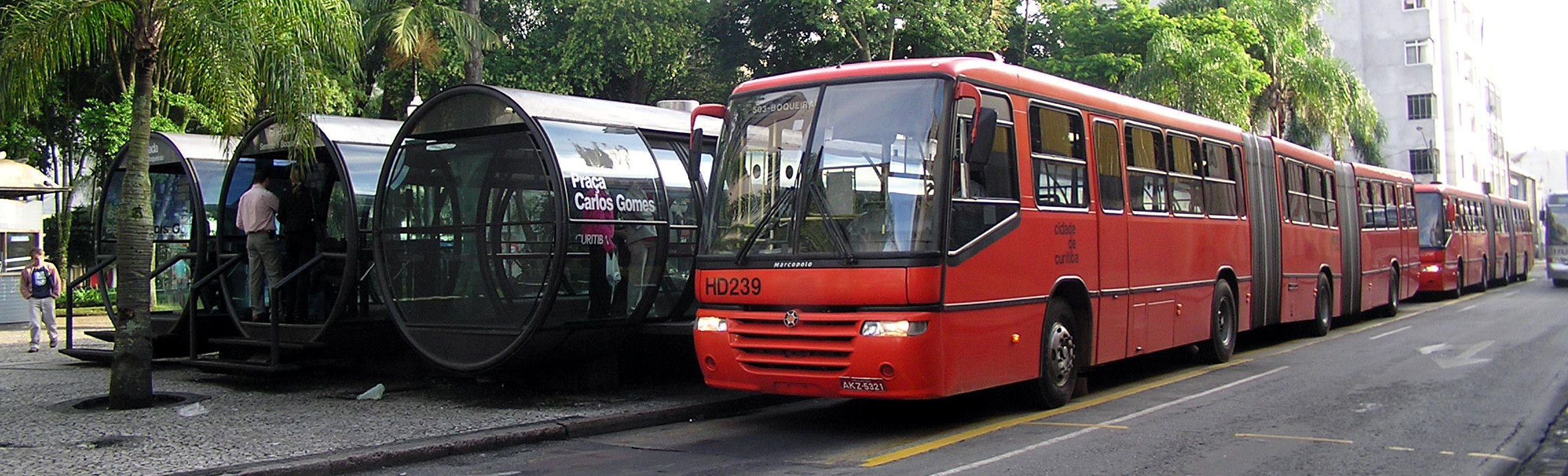
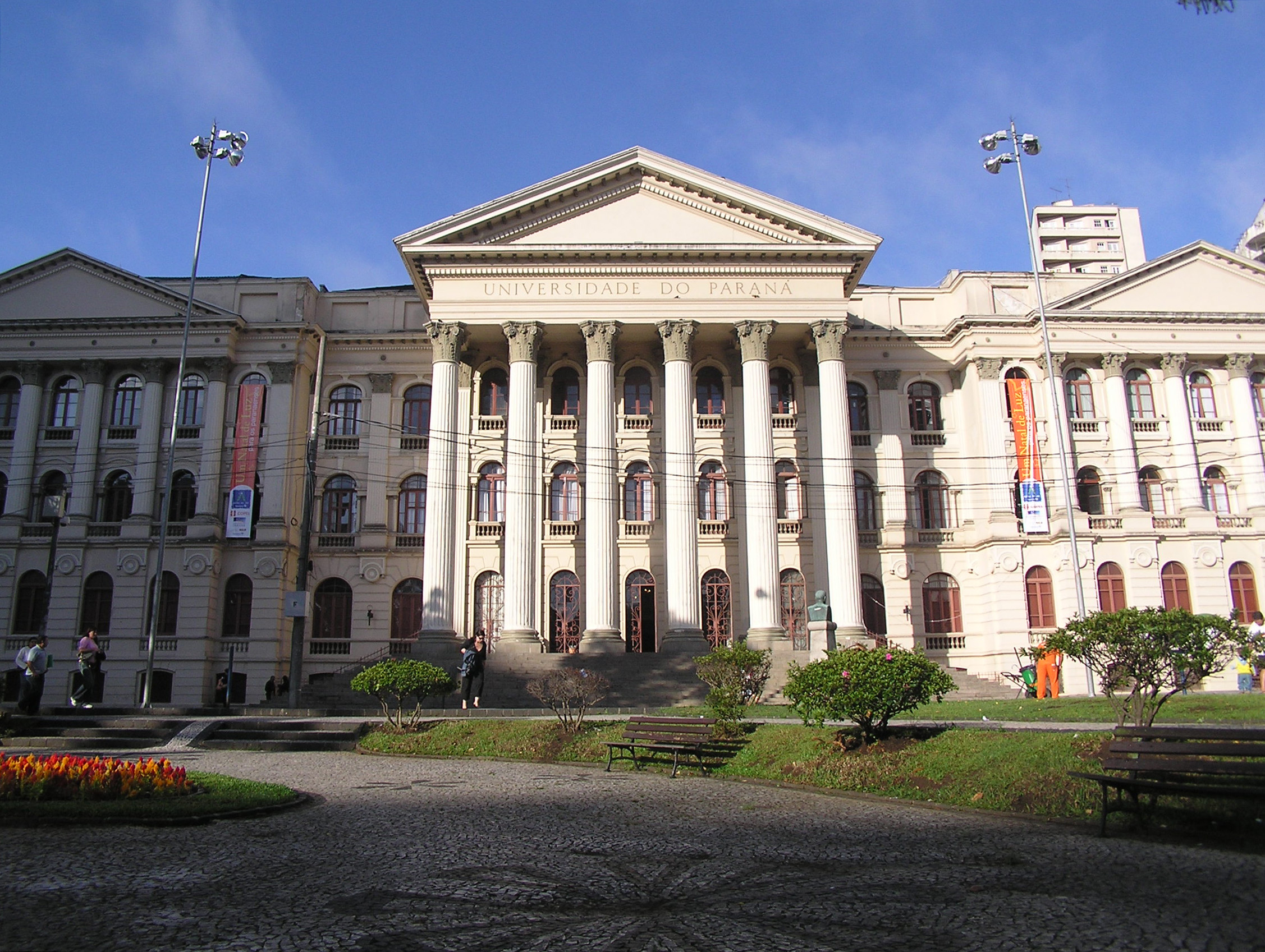
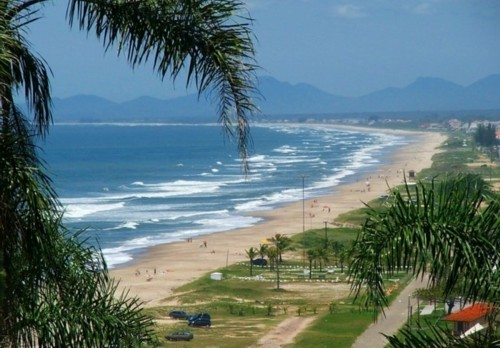

## Sport

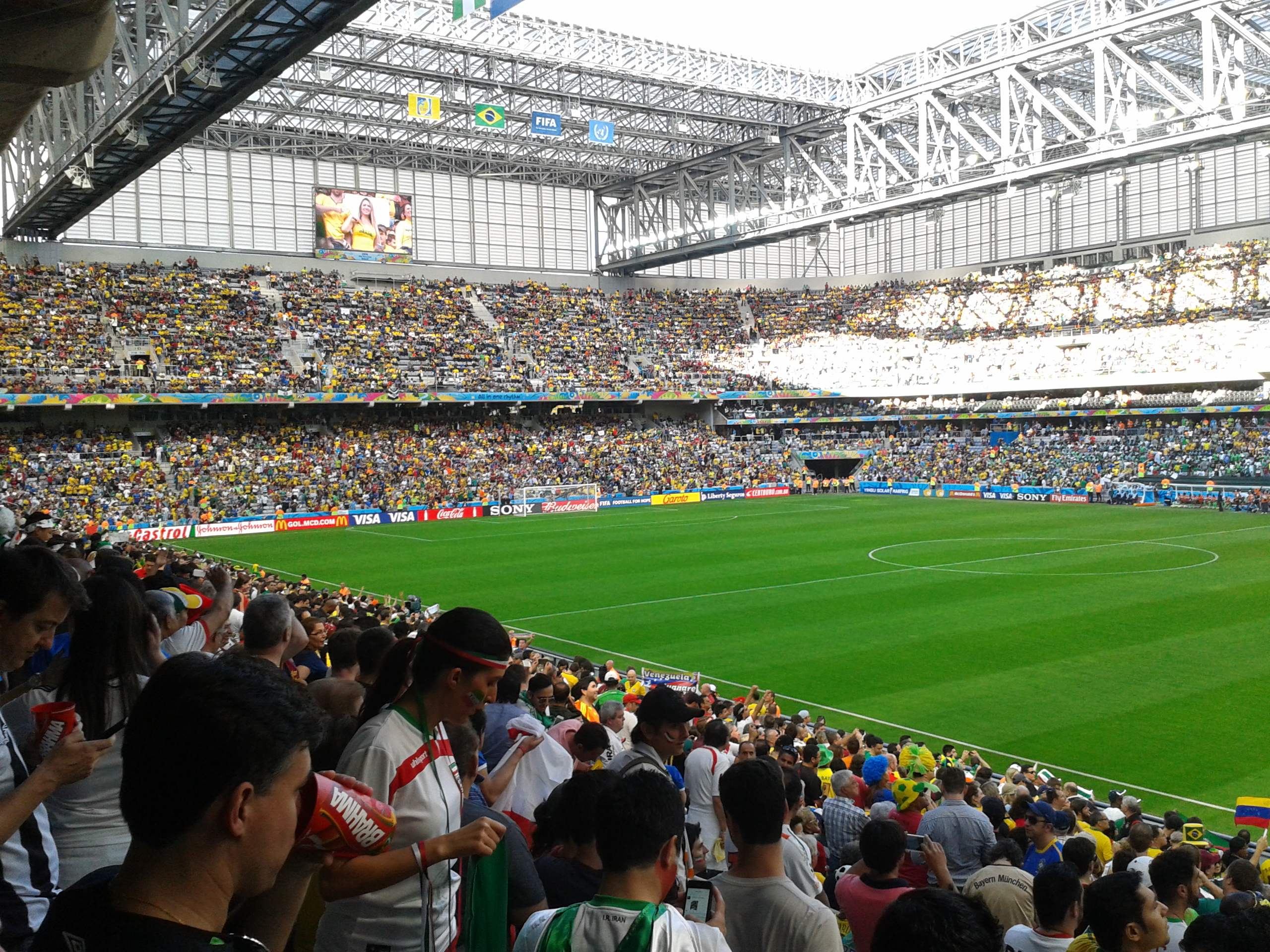
Arena da Baixada durante la partita tra Iran e la Nigeria durante la Coppa del Mondo FIFA 2014.

Due delle più grandi squadre di Calcio dello stato sono il Club Athletico Paranaense e il Coritiba Foot Ball Club, che giocano il derby dell'Atletiba. Curitiba è stata una delle 12 città ospitanti della Coppa del Mondo FIFA 2014.
Nello stato sono nati i seguenti medagliati olimpici: Vanderlei Cordeiro de Lima e Édson Ribeiro nell'atletica; Natália Falavigna nel taekwondo; Douglas Vieira nel judo; Cyro Delgado nel nuoto; Giba, Serginho, Elisângela de Oliveira e Filó nella pallavolo; Emanuel Rego nel beach volley; oltre a medagliati ai campionati del mondo come Jadel Gregório di atletica leggera e Amanda, Karol Souza e Mayara Moura di pallamano.